# Mar Lodge Estate

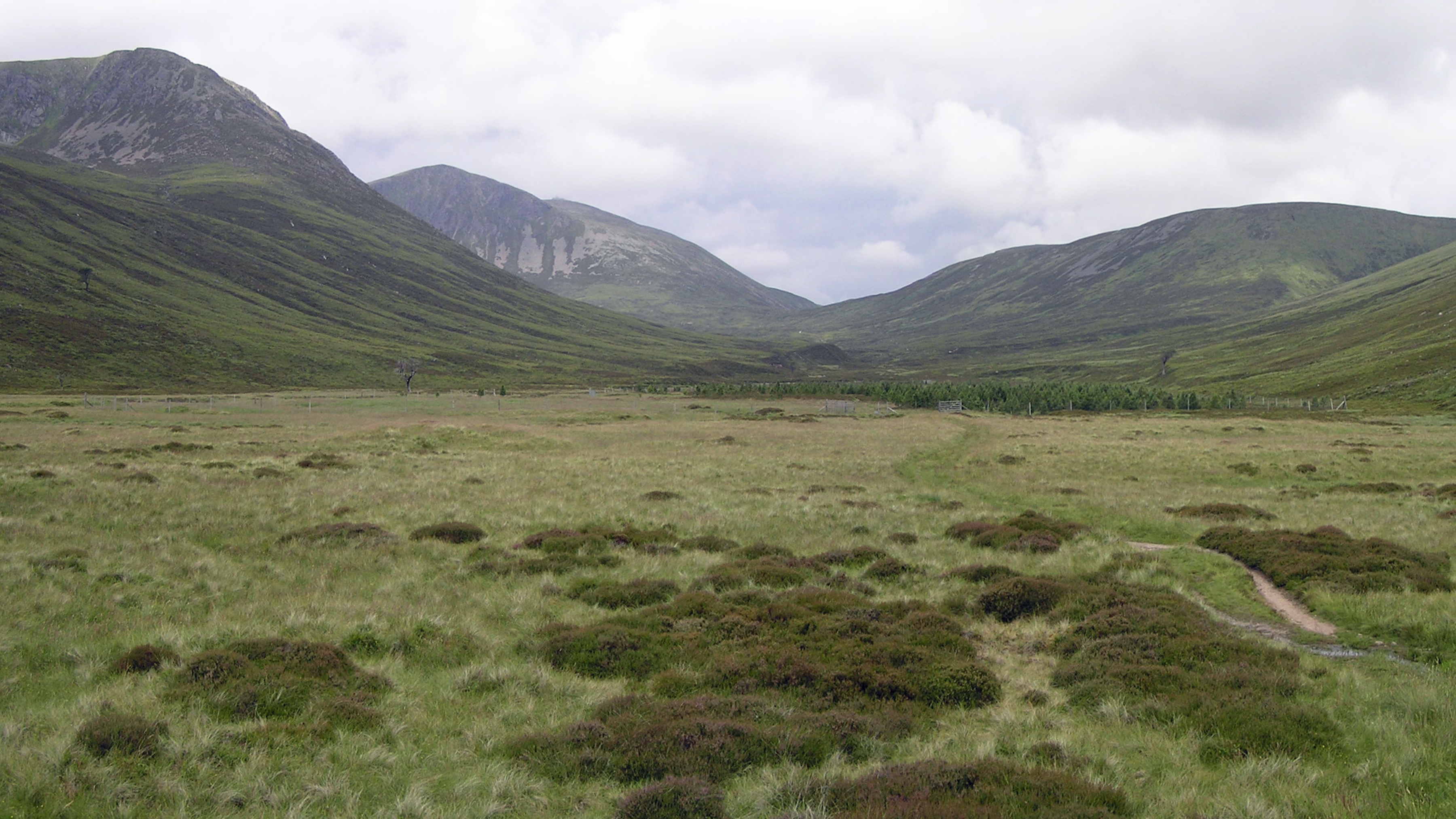
Mar Lodge Estate – Glen Derry

Mar Lodge Estate ist ein Highland Estate (englisch Hochlandanwesen) und ein National nature reserve (englisch Naturschutzgebiet von nationaler Bedeutung) im westlichen Aberdeenshire. Es ist Teil des Cairngorms-Nationalparks, von dem es etwa acht Prozent der Fläche ausmacht. Seit 1995 ist es im Eigentum des National Trust for Scotland (NTS) und etwa 80 % der Fläche zählen zu einer Site of Special Scientific Interest. Mar Lodge wurde vom Historic Environment Scotland in die zweithöchste Denkmalschutzkategorie ‚B‘ eingestuft.

## Beschreibung

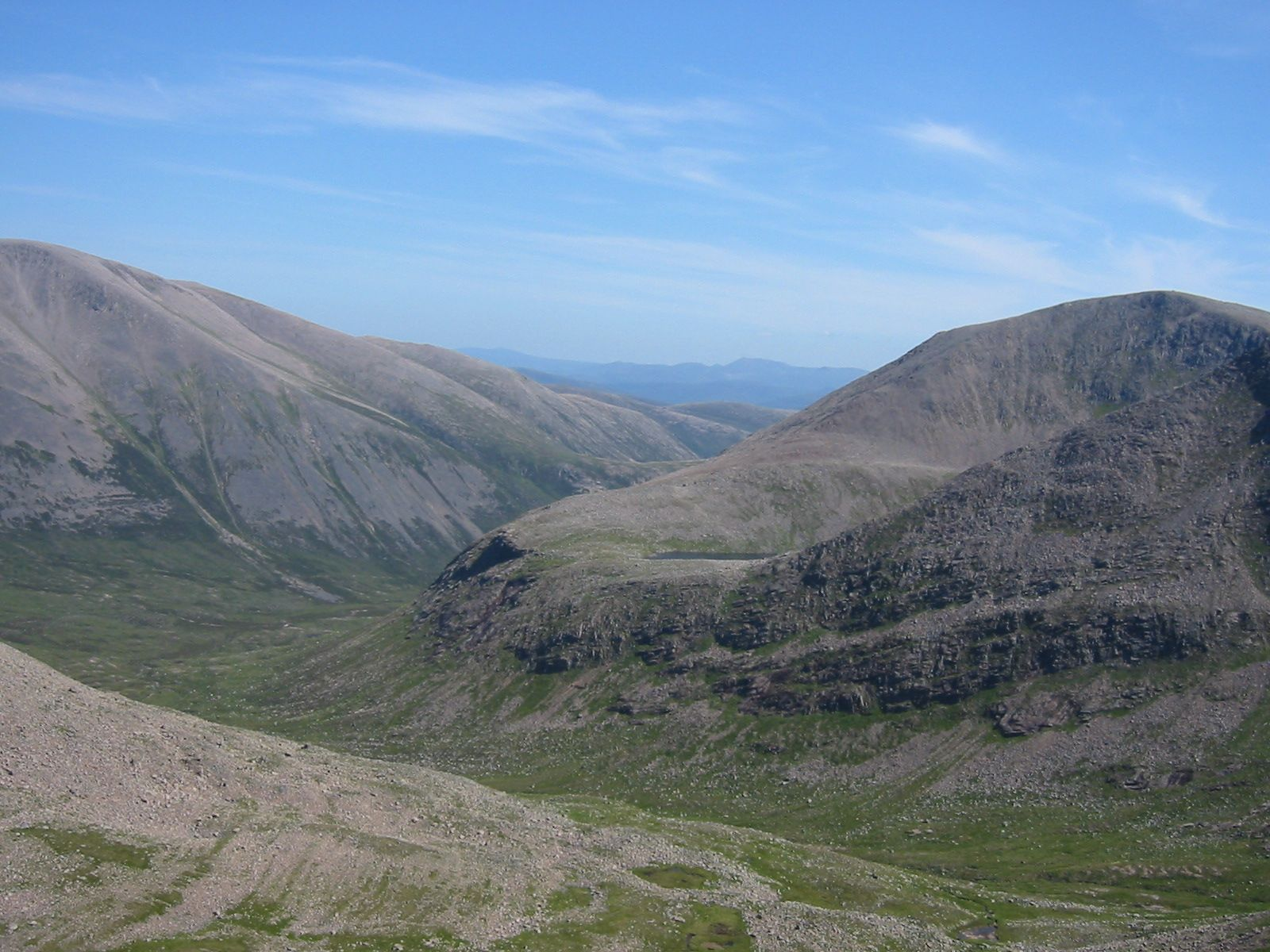
Cairn Toul und Ben Macdui im Mar Lodge Estate

Das Mar Lodge Estate ist ein Gebiet von rund 290 km² Fläche und Bestandteil des Cairngorms-Nationalparks. Auf dem Gebiet des Estates liegen insgesamt 14 Munros, Berge mit mind. 3000 Fuß Höhe (≈ 914 m), darunter vier der fünf höchsten Berge des Vereinigten Königreichs:
- Ben Macdui (1309 m, zweithöchster Berg)
- Braeriach (1296 m)
- Cairn Toul (1291 m)
- Sgòr an Lochain Uaine (1258 m)

Aus diesem Grund ist das Gebiet bei Wanderern und Munro-Baggern sehr beliebt. Es liegt mitten im größten Naturschutzgebiet des Vereinigten Königreichs, dem Cairngorms-Nationalpark. Etwa 20 km östlich von Mar Lodge Estate liegt Balmoral Castle, die Sommerresidenz von Königin Elisabeth II. Das Gelände liegt auf einem glazialen Hochplateau, das durch Bergstürze, Lawinen und Überflutungen geformt wurde und nach Norden von den Cairngorms, einer Berggruppe der Grampian Mountains, begrenzt wird. Nach Südwesten läuft das Gebiet in die flacheren Hügel im Glen Geldie aus. Die Berge liefern die Quellwasser des River Dee. Das Wetter in den Cairngorms ist oft stürmisch und extrem.

### Flora
Im Mar Lodge Estate wird versucht, die früher auf dem High Cairngorm Plateau übliche Flora aus Mischwald und Unterholz mit Heidemoor und Wacholderbüschen wieder anzusiedeln. Klimatisch und geologisch ist dieses Gebiet vergleichbar mit Landschaften im Südwesten von Norwegen, daher wurden Landschaften, die dort erfolgreich renaturiert wurden, als Vorbild genommen, um Maßnahmen in Schottland zu planen. Einige vorhergehende Versuche waren gescheitert, und als Grund wurde unter anderem ausgemacht, dass die Populationen einiger Tiere, speziell von Rotwild und Schneehasen, die als Jagdwild angesiedelt und gehegt wurden, zu groß waren. Ab dem Jahr 2000 wurde die Population dieser Tiere reduziert und es zeigte sich, dass allein durch diese Maßnahme die Situation der Pflanzen verbessert werden konnte, ohne dass künstliche Bepflanzungen nötig waren. Nur bei einigen Weiden waren die Bestände so weit zusammengebrochen, dass Nachpflanzungen nötig waren. Um diese langfristig angelegten Projekte zu überprüfen, wurden in den Jahren 2016–18 in Zusammenarbeit und mit finanzieller Unterstützung des Cairngorms National Parks 15.500 ha des Geländes intensiv beobachtet und Bestände quantifiziert. Ergebnis dieser Beobachtungen war, dass die meisten Pflanzen nicht verschwunden waren, sondern durch Verbiss in einen Krüppelwuchs gezwungen wurden, der nach Verringerung des Stresses wieder in einen Normalwuchs wechselte.
Bei den Kiefern wurden bei der 2016er Inventarisierung etwa 800 ha Waldfläche erfasst und es wird erwartet, dass bei der 2021 anstehenden Zählung nur durch natürliche Regeneration die Fläche auf etwa 1400 ha angestiegen sein wird. Der NTS hat das Projekt bis zu einer kompletten Renaturierung mit einer Dauer von rund 200 Jahren angesetzt und gibt jedes Jahr über eine Million Pfund für Monitoring, Regulierung der Wildbestände, Infrastrukturmaßnahmen wie Wegeerhalt, Besucherzentrum und Besucherunterrichtung aus. Durch die Wiederaufforstung kam es neben der Erholung der Pflanzenbestände auch zu einer nennenswerten Wiederansiedlung von vielen Tierarten. Neben den Großpflanzen kam es auch bei Gräsern, Kräutern und Blumen zu einer merklichen Erhöhung der Artenzahl, so konnten 2020 über 600 verschiedene Pflanzenarten in Mar Lodge beobachtet werden, unter anderem Moosglöckchen, Milchkraut und andere alpine Pflanzenarten. Die Inventarisierung wird langfristig fortgesetzt und in Zusammenarbeit mit dem Royal Botanic Garden Edinburgh durchgeführt. Neben diesen lokalen Aktionen wird angestrebt, den Waldanteil Schottlands von gegenwärtig (2021) 17 % auf etwa 21 % im Jahr 2032 zu erhöhen, was bedeutet, dass die Waldfläche jedes Jahr um rund 15.000 ha vergrößert werden muss. Die angestrebten 21 % liegen trotzdem immer noch deutlich unter den rund 70 % Waldfläche, die es vor rund 5000 Jahren am Beginn der menschlichen Besiedlung gab.
Von den über 600 Pflanzenarten, die in Mar Lodge Estate vorkommen, wurden einige in einem Flyer vorgestellt. Der NTS hat eine Bildergalerie dieser Pflanzen ins Netz gestellt.

Pflanzen von Mar Lodge Estate
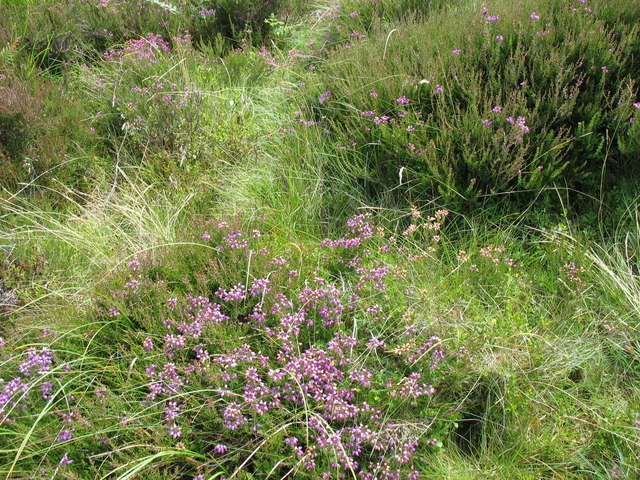
Heidekraut (Common Heather)
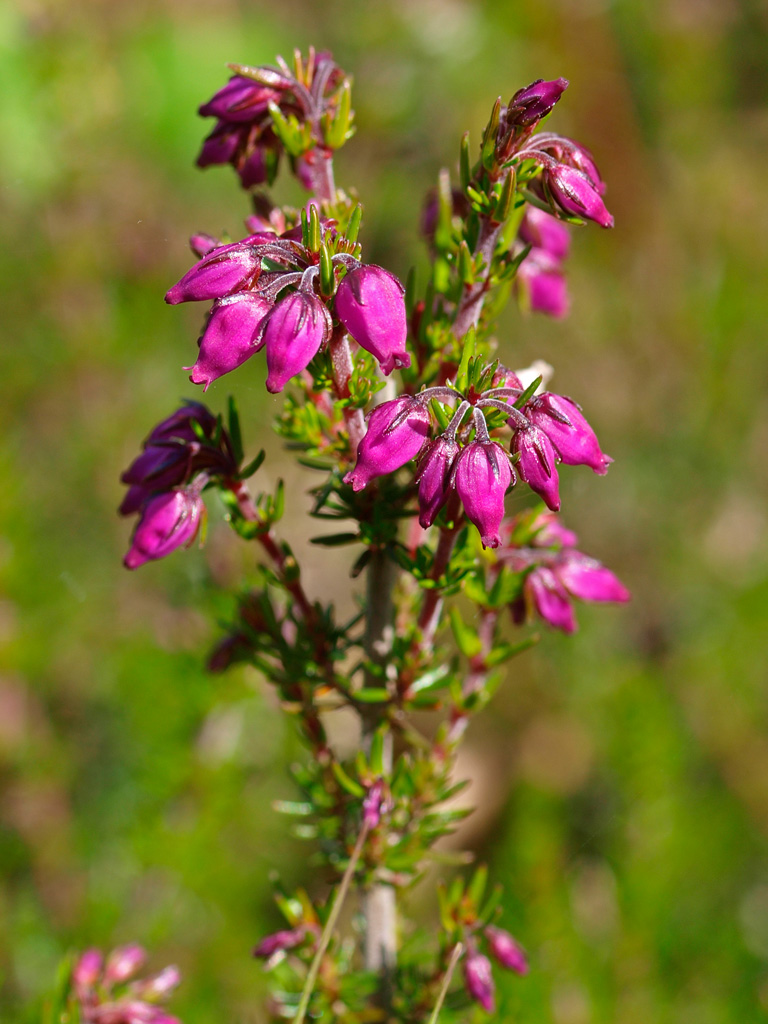
Graue Heide (Bell Heather)
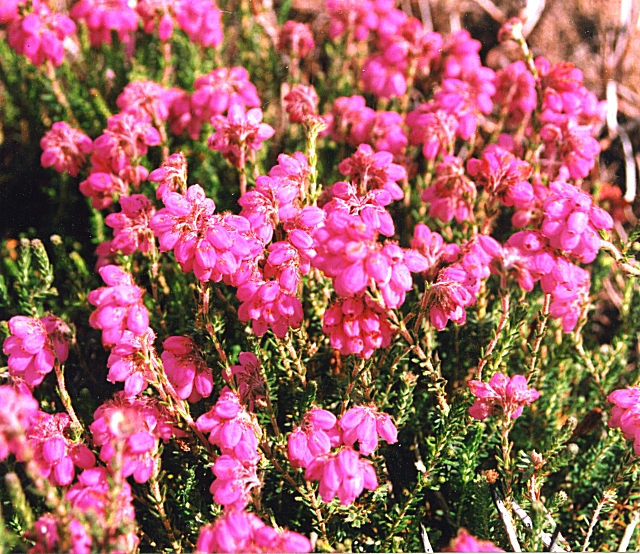
Glocken-Heide (Cross-leaved Heath)
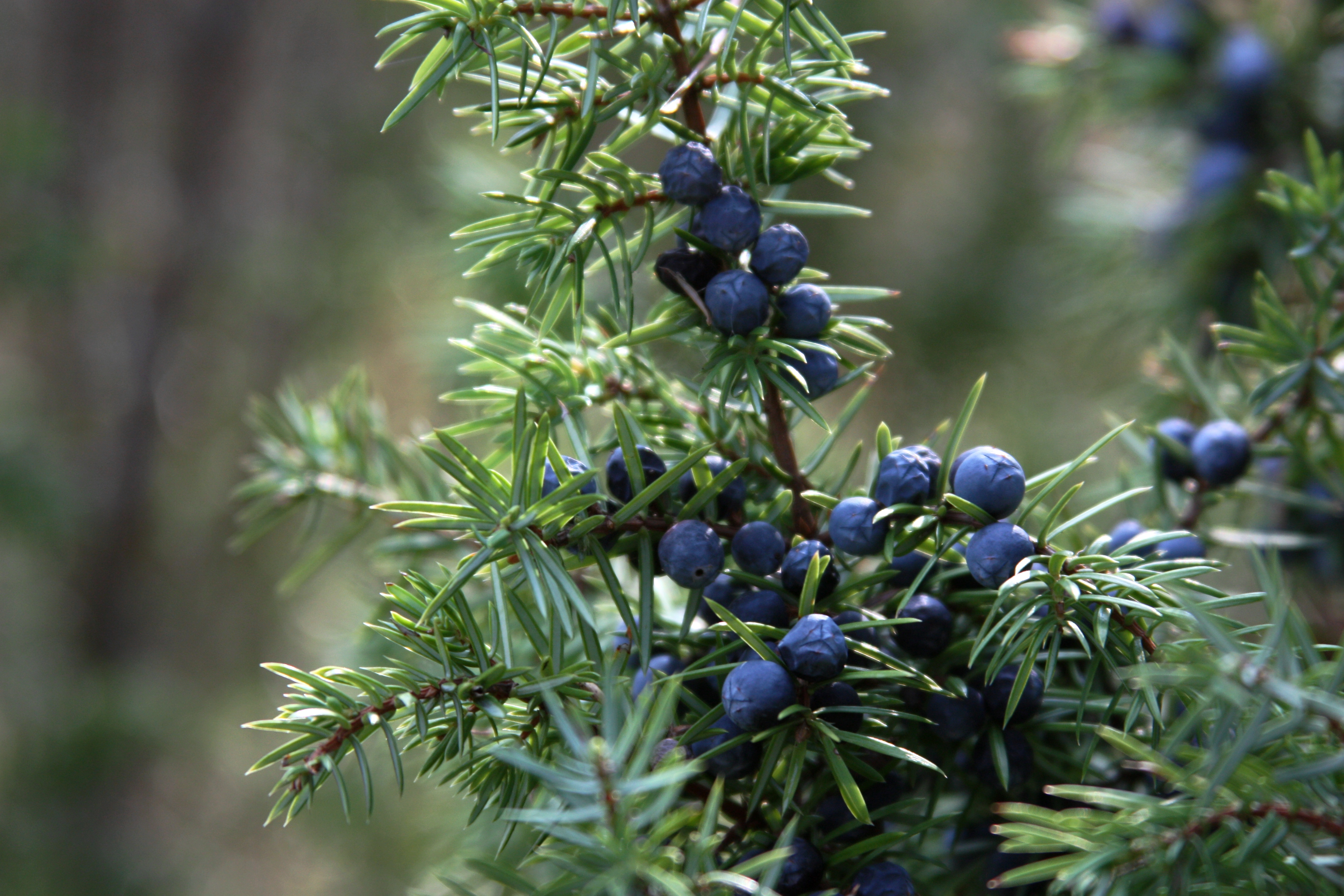
Wacholder (Juniper)
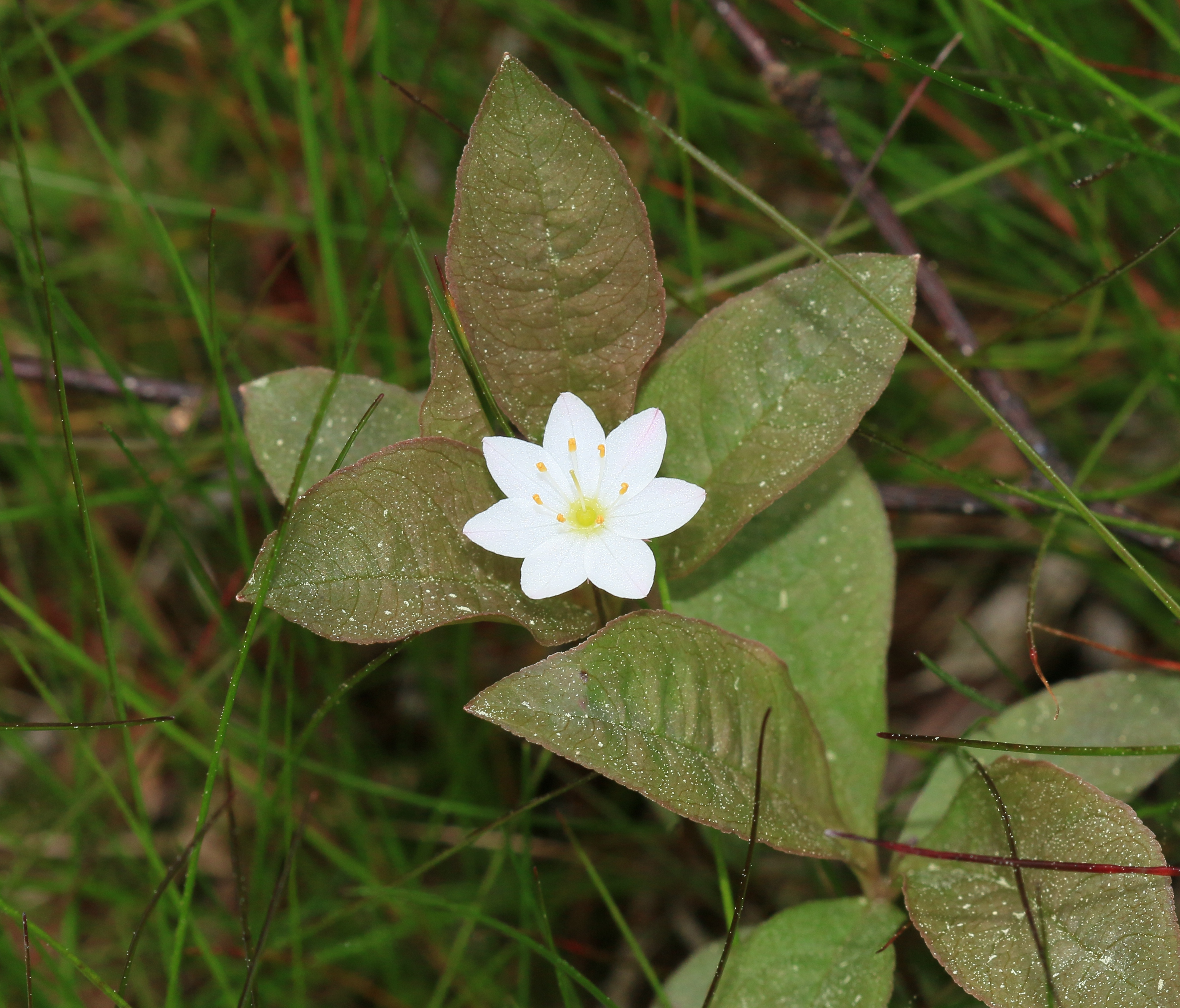
Siebenstern (Chickweed wintergreen)
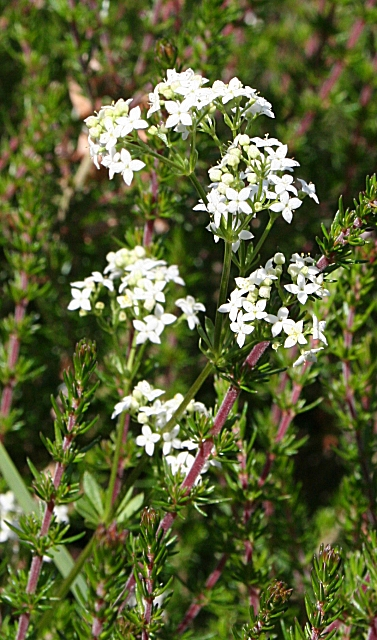
Harzer Labkraut (Heath bedstraw)
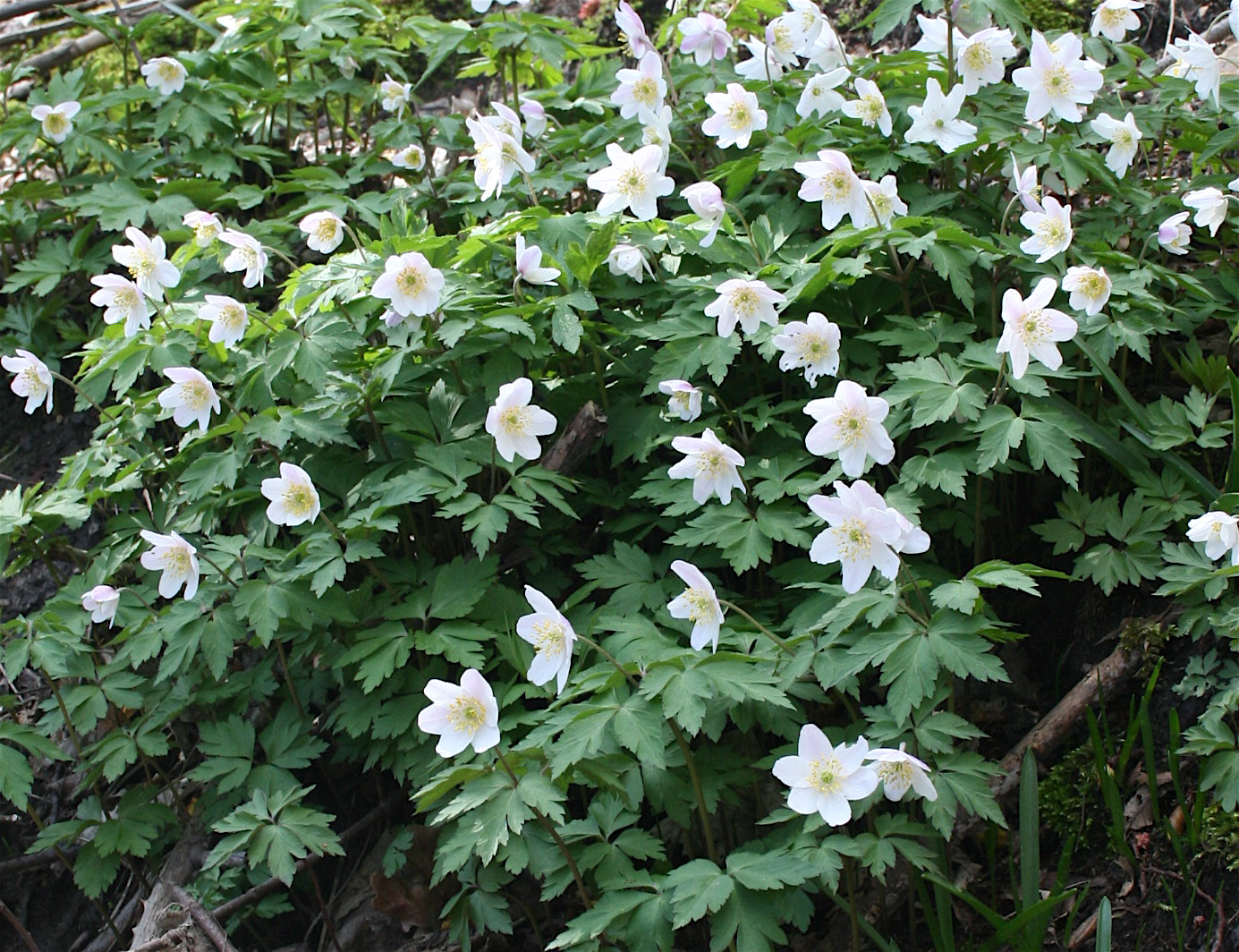
Buschwindröschen (Wood anemone)
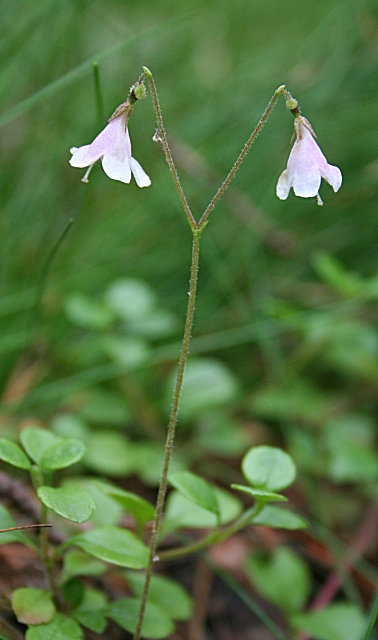
Moosglöckchen (Twinflower)
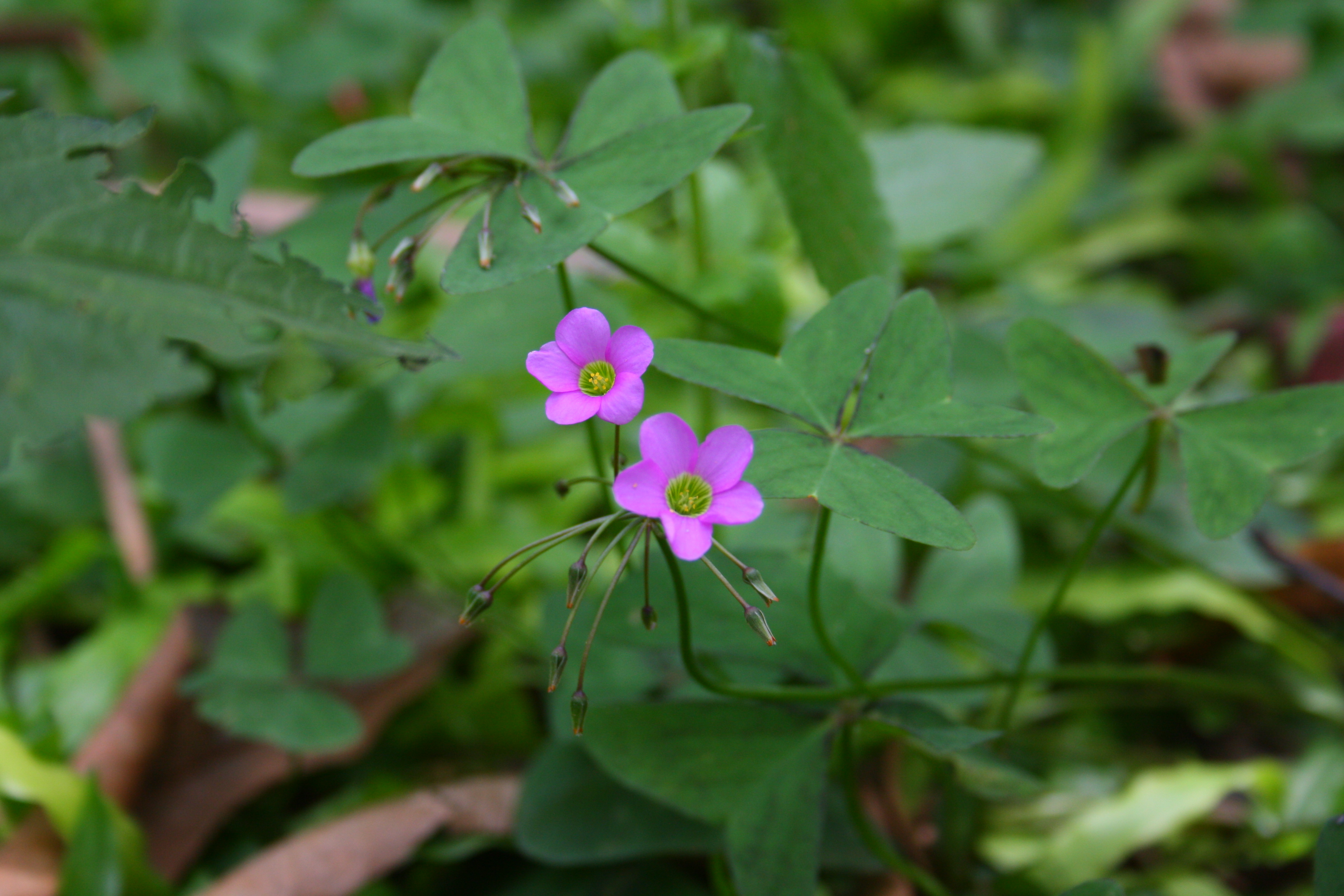
Sauerklee (Wood Sorrel)
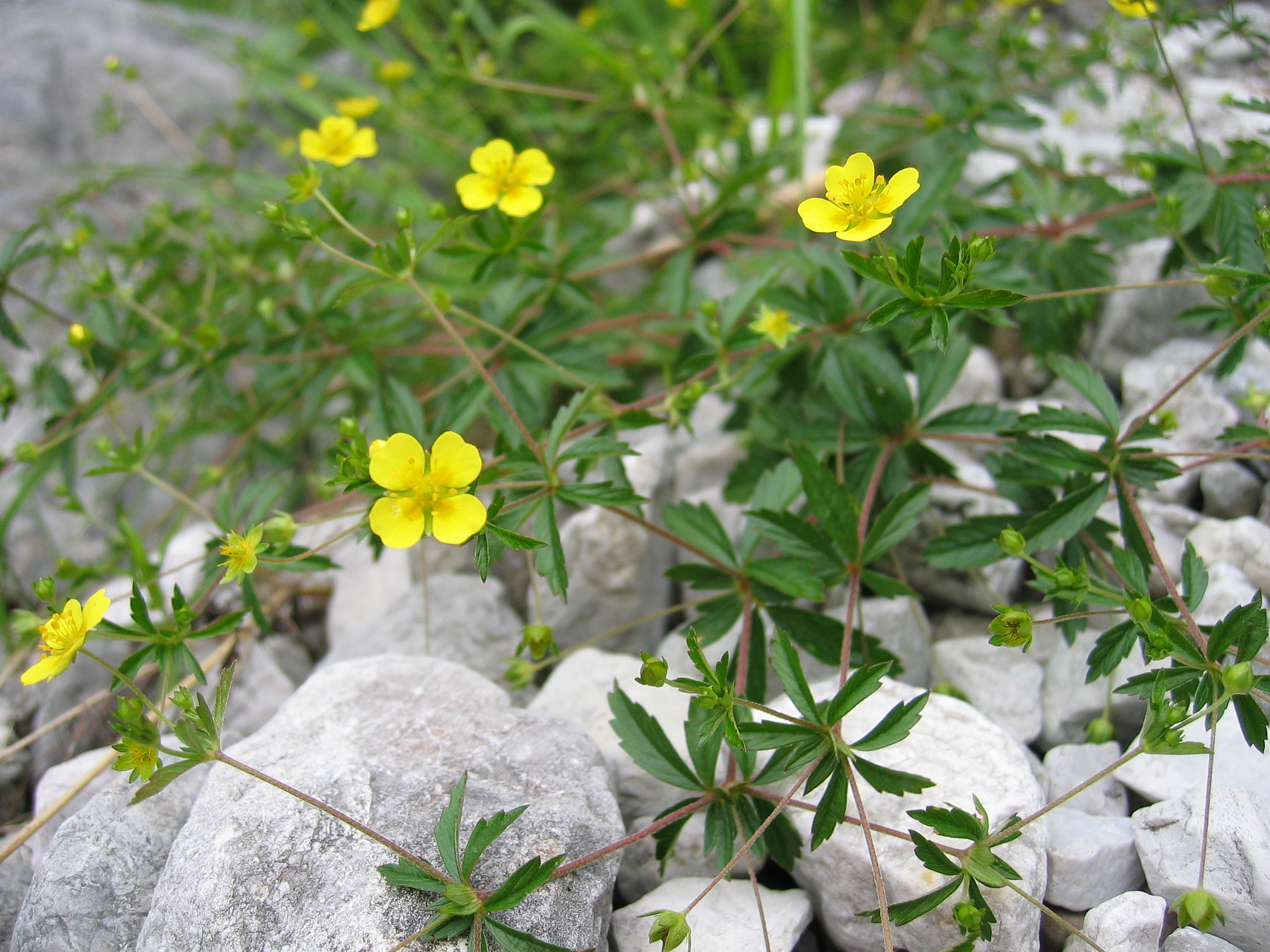
Fingerkraut (Tormentil)
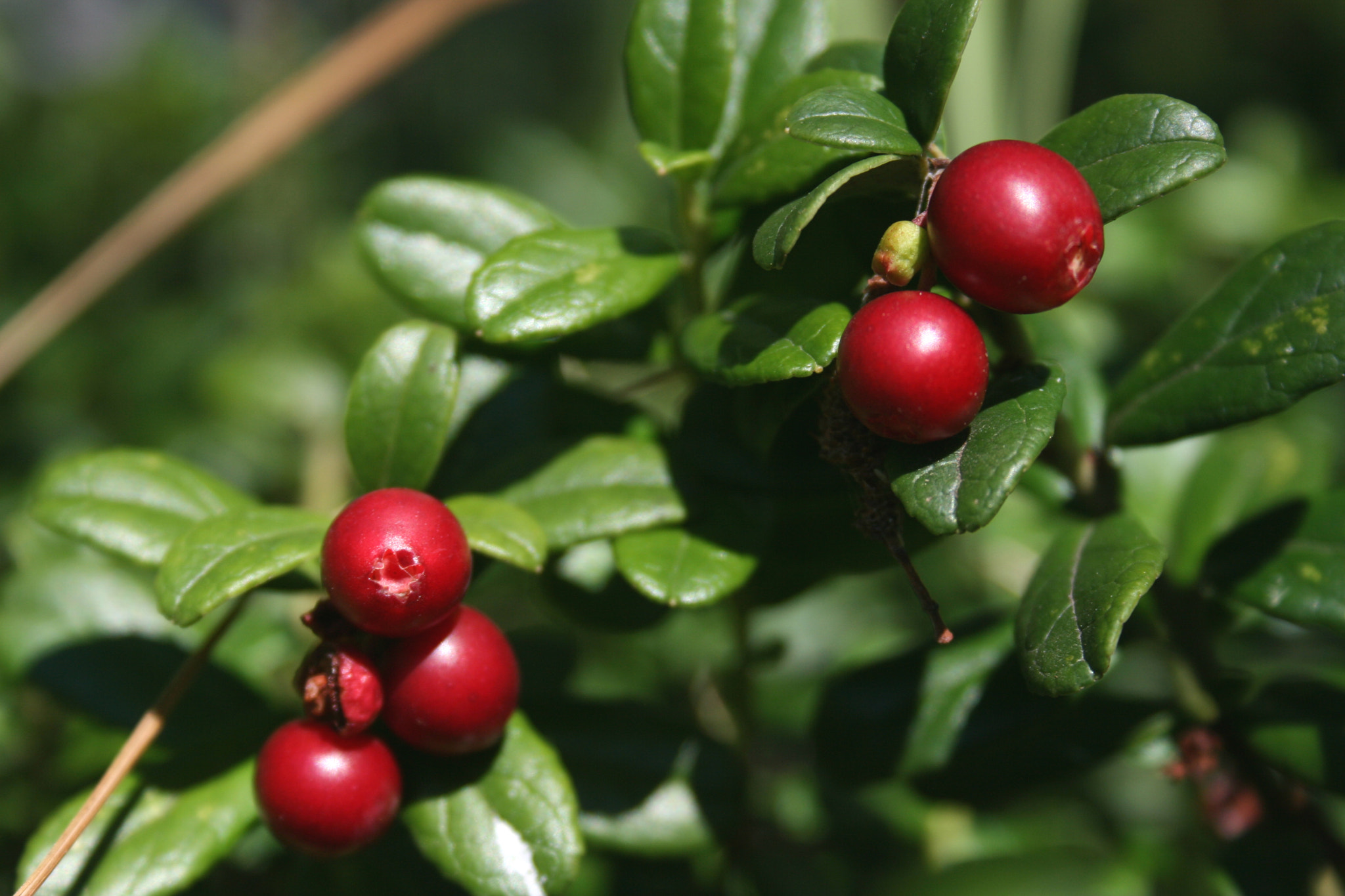
Preiselbeere (Cowberry)
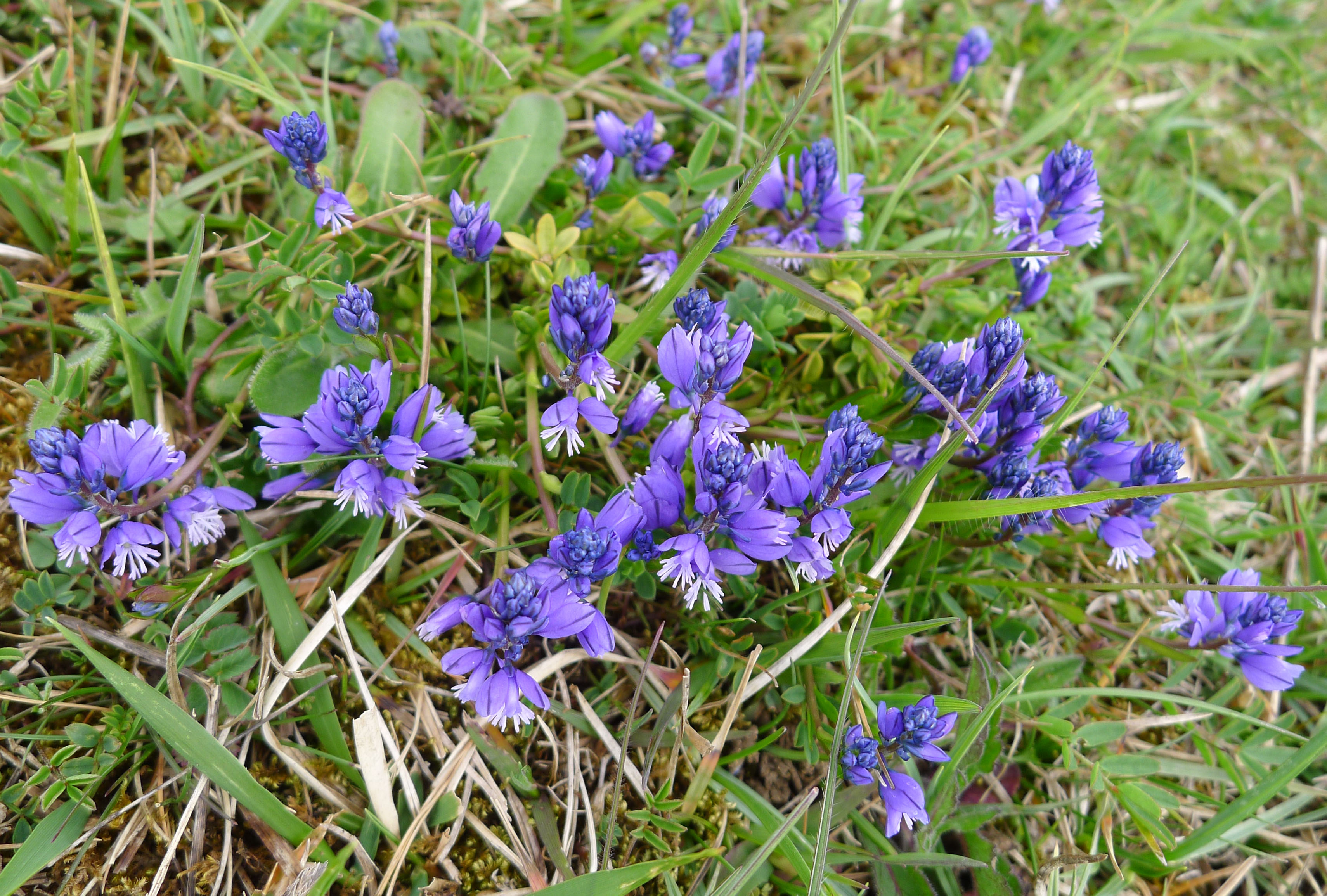
Quendelblättrige Kreuzblume (Heath milkwort)
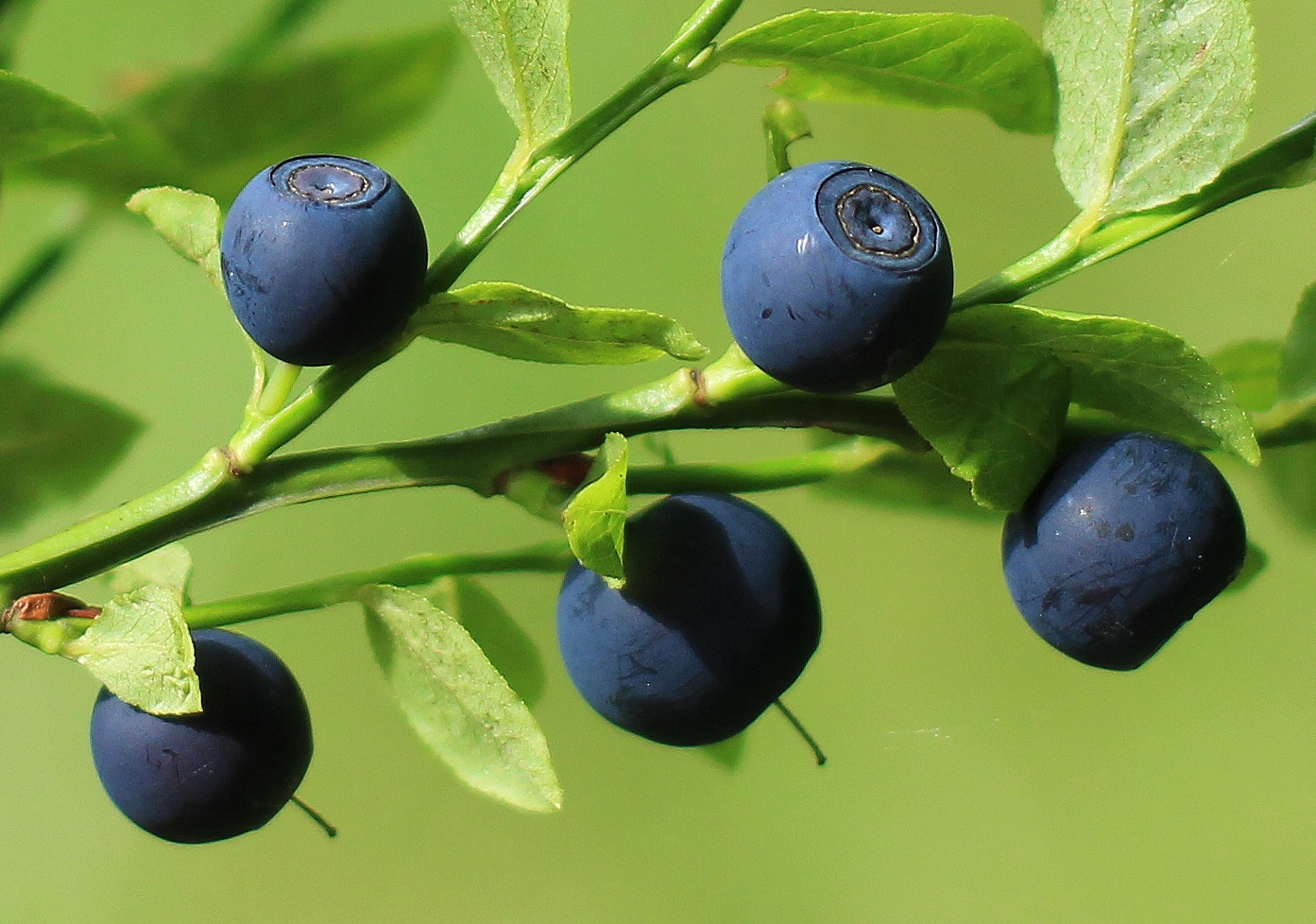
Heidelbeere (Blaeberry)
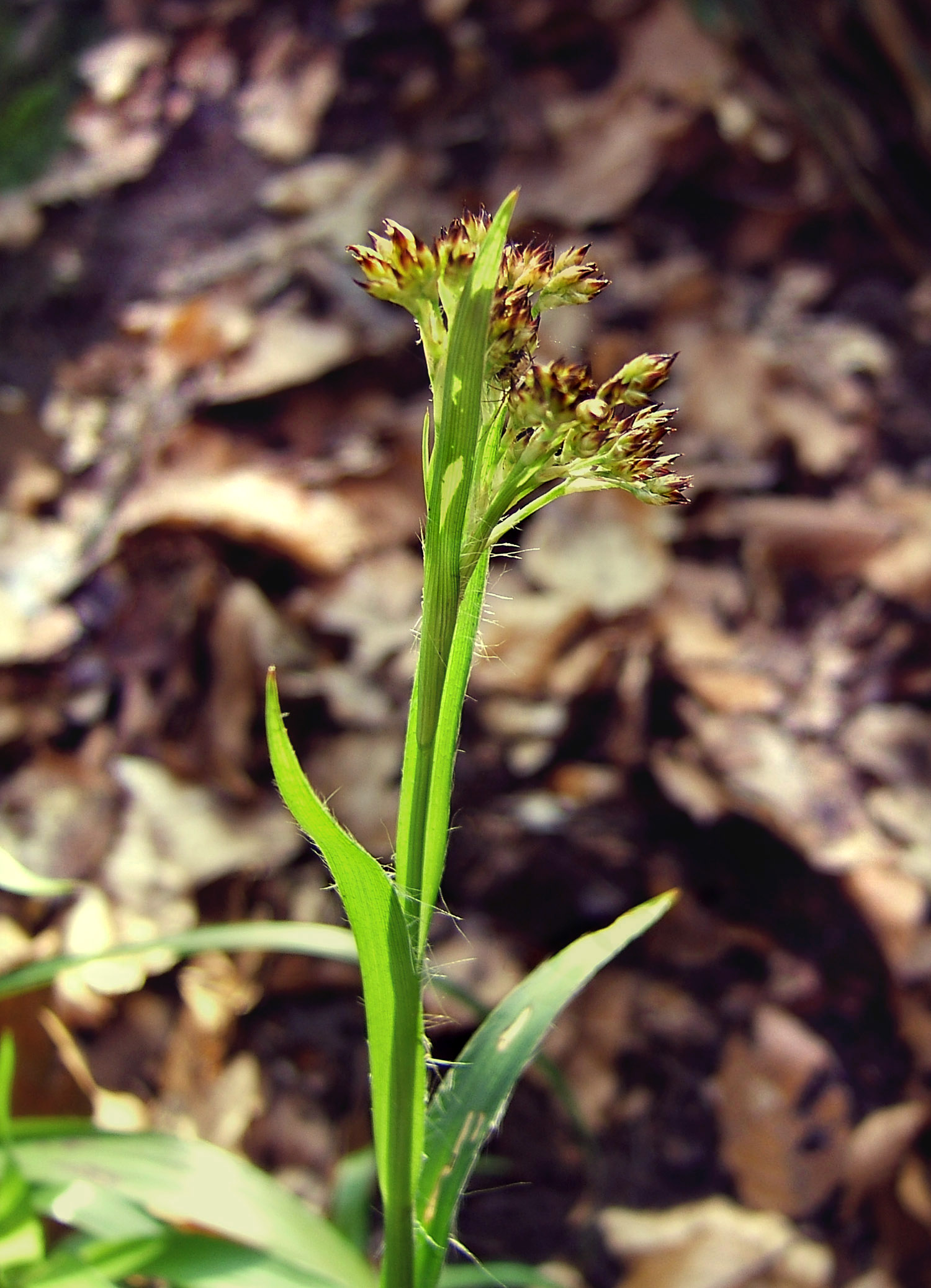
Wald-Hainsimse (Great woodrush)

### Fauna
Das Cairngorm Plateau ist das größte Gebiet mit einer arktisch/alpinen Flora im Vereinigten Königreich, an das sich die Fauna angepasst hat. Durch die Wiederaufforstung und Vergrößerung der Zahl der Pflanzenarten kam es zu einer Erhöhung der Zahl von Tierarten und Individuenzahlen. Speziell die Zahl der Vögel hat sich vergrößert, aber auch bei den Säugern, Insekten und Reptilien kam es zu nennenswerten Verbesserungen. Hier kommen viele Tiere (wieder) vor, die in anderen Gebieten des Vereinigten Königreichs ausgestorben sind oder sehr selten wurden. Seit der Übernahme von Mar Lodge Estate durch den NTS im Jahr 1995 werden Beobachtungen zu Arten- und Individuenzahlen durchgeführt. Bei den Vögeln konnte neben einer positiven Entwicklung der Zahlen festgestellt werden, dass die Zugvögel immer früher im Jahr zurückkehren, allerdings nicht im gleichen Maße, sodass es allein so zu einer problematischen Situation gekommen ist, weil das fein eingestellte Gleichgewicht so merklich gestört wurde. Diese Beobachtung ist durch den Klimawandel erklärbar.

Vögel von Mar Lodge Estate
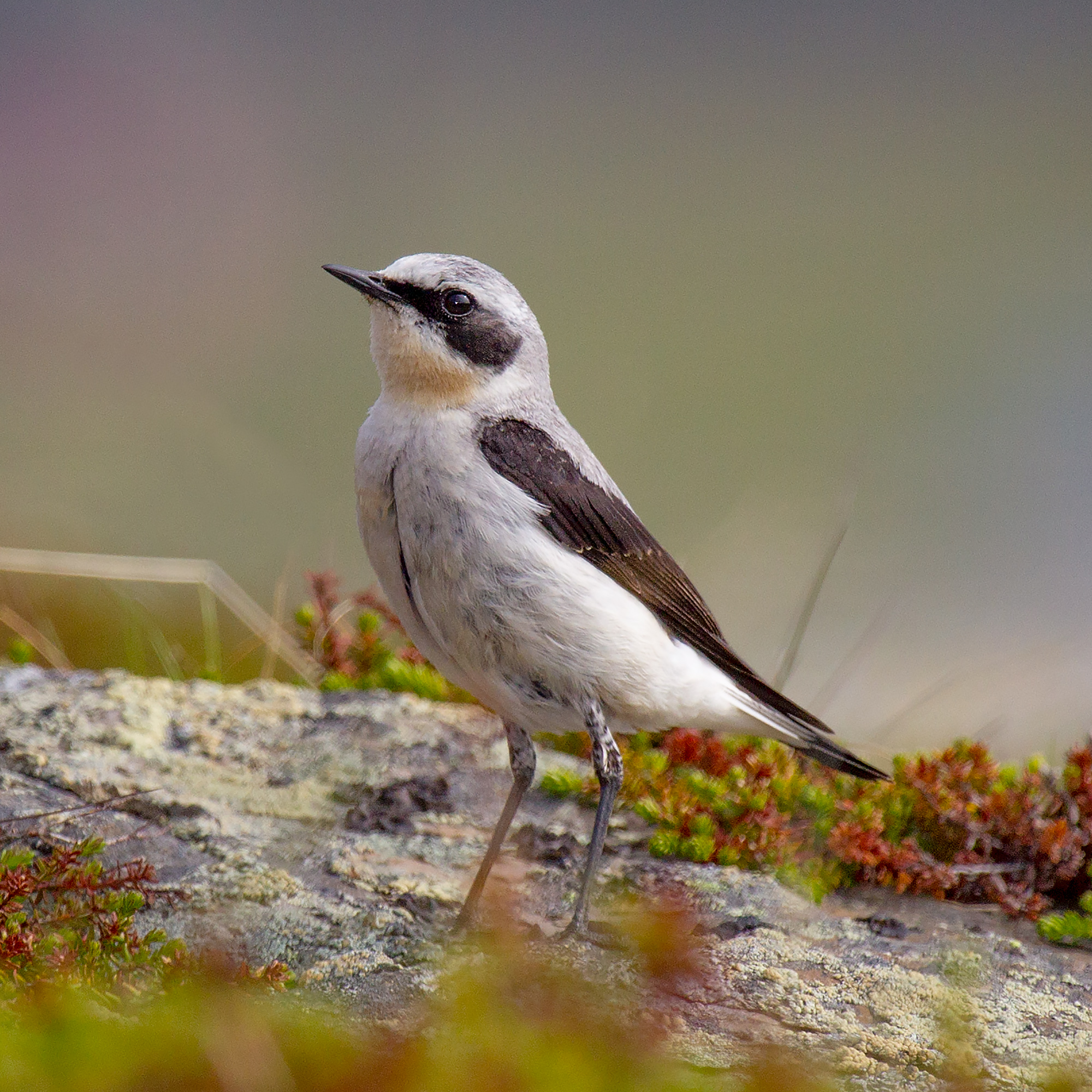
Steinschmätzer (Wheatear)
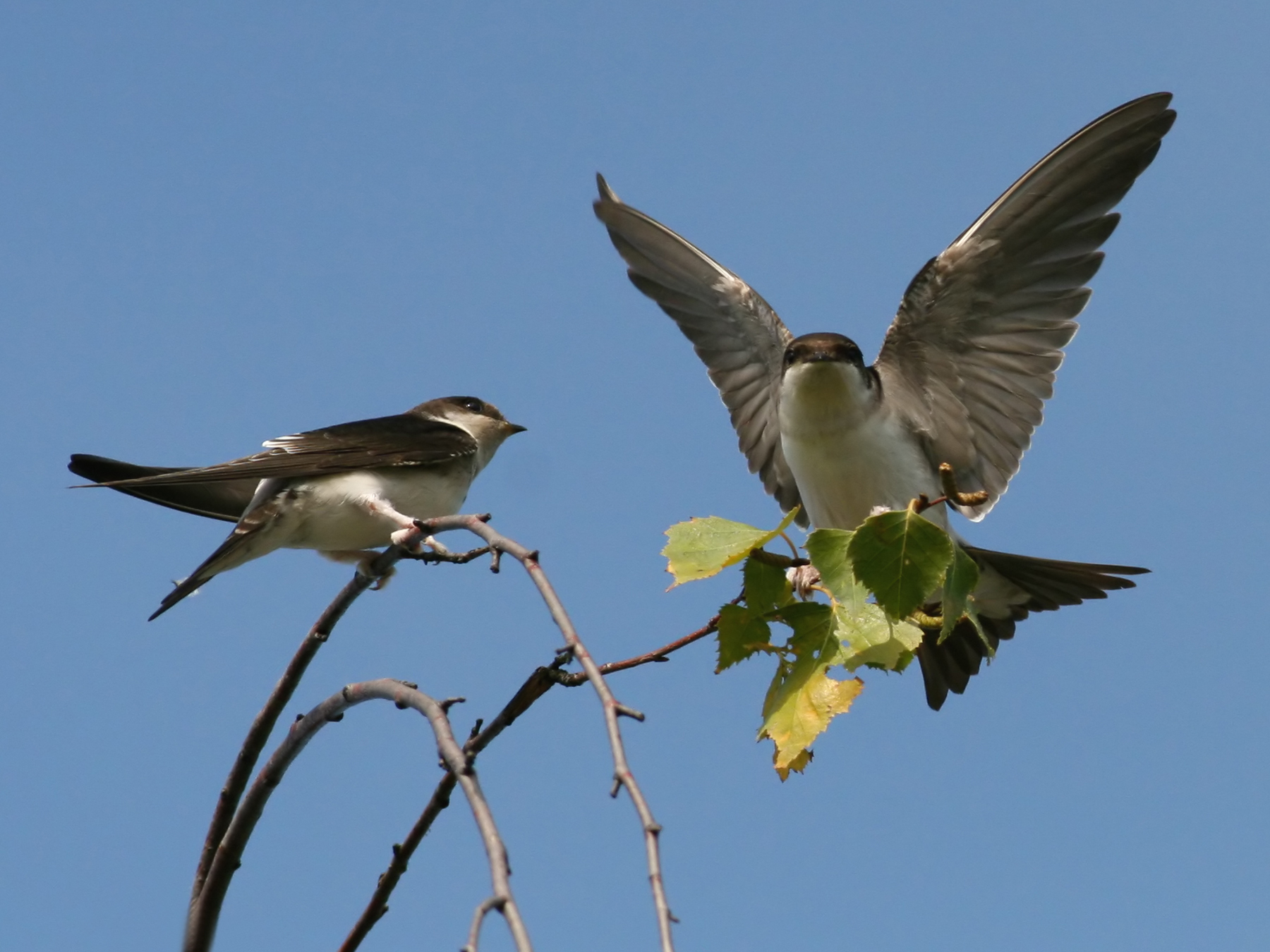
Mehlschwalbe (Common House Martin)
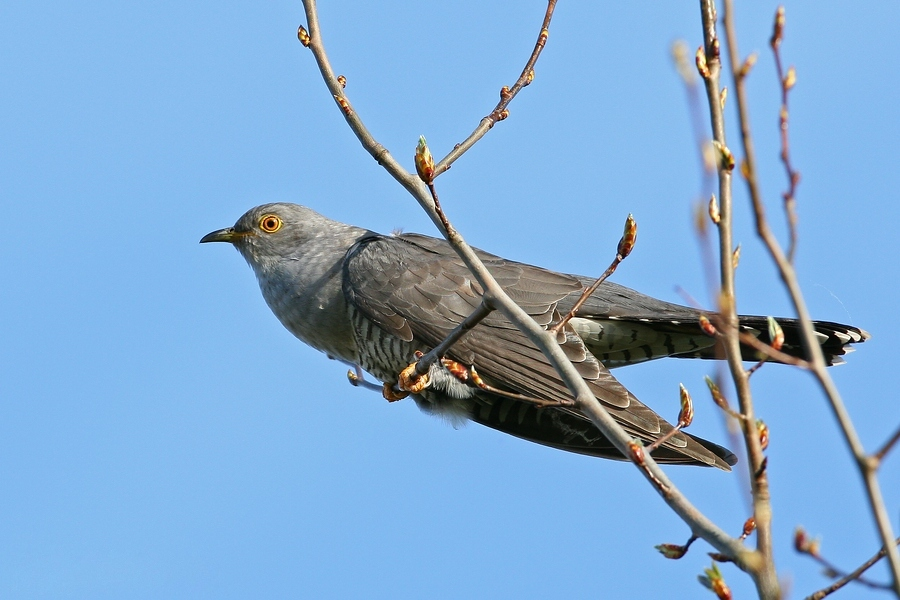
Kuckuck (Common cuckoo)
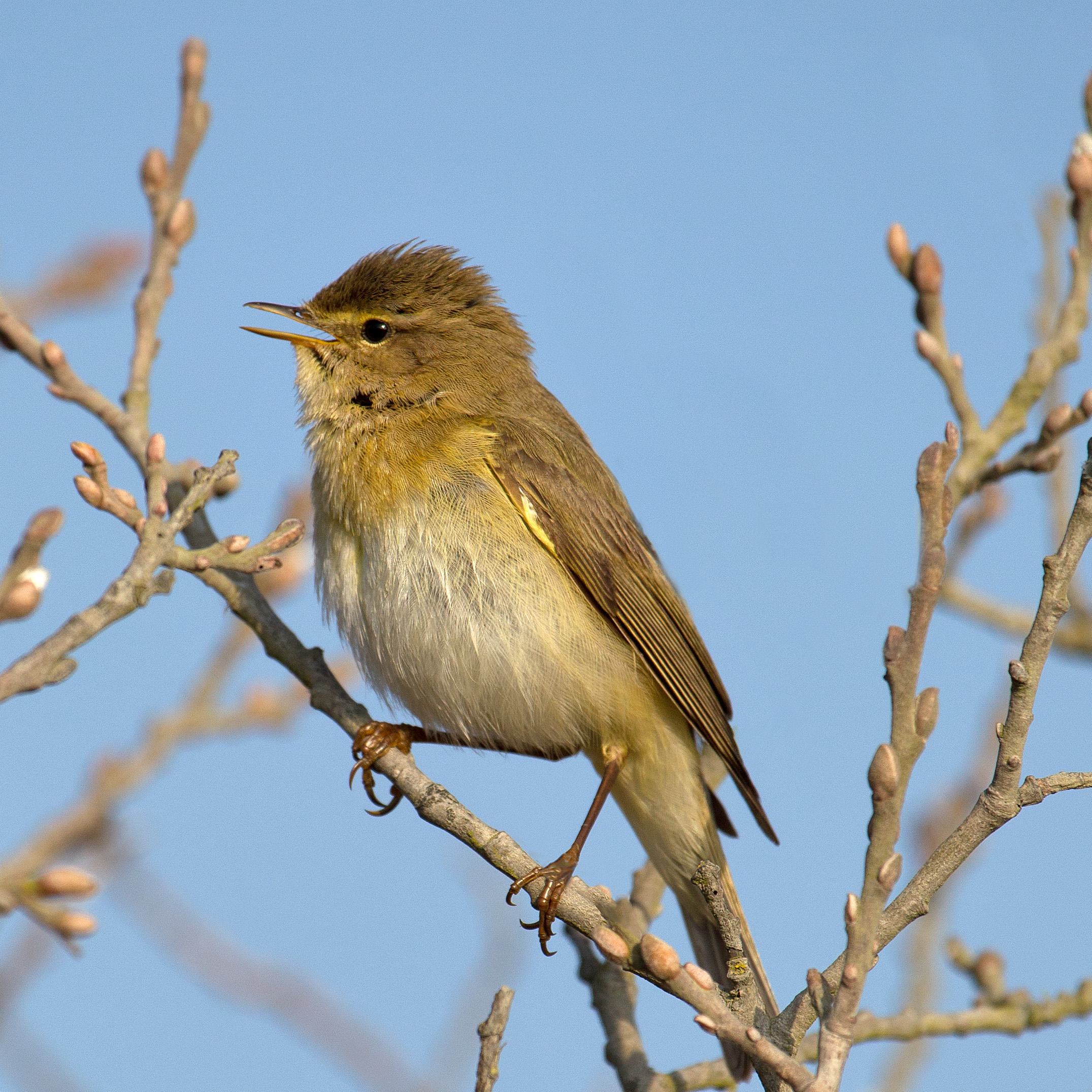
Fitis (Willow Warbler)
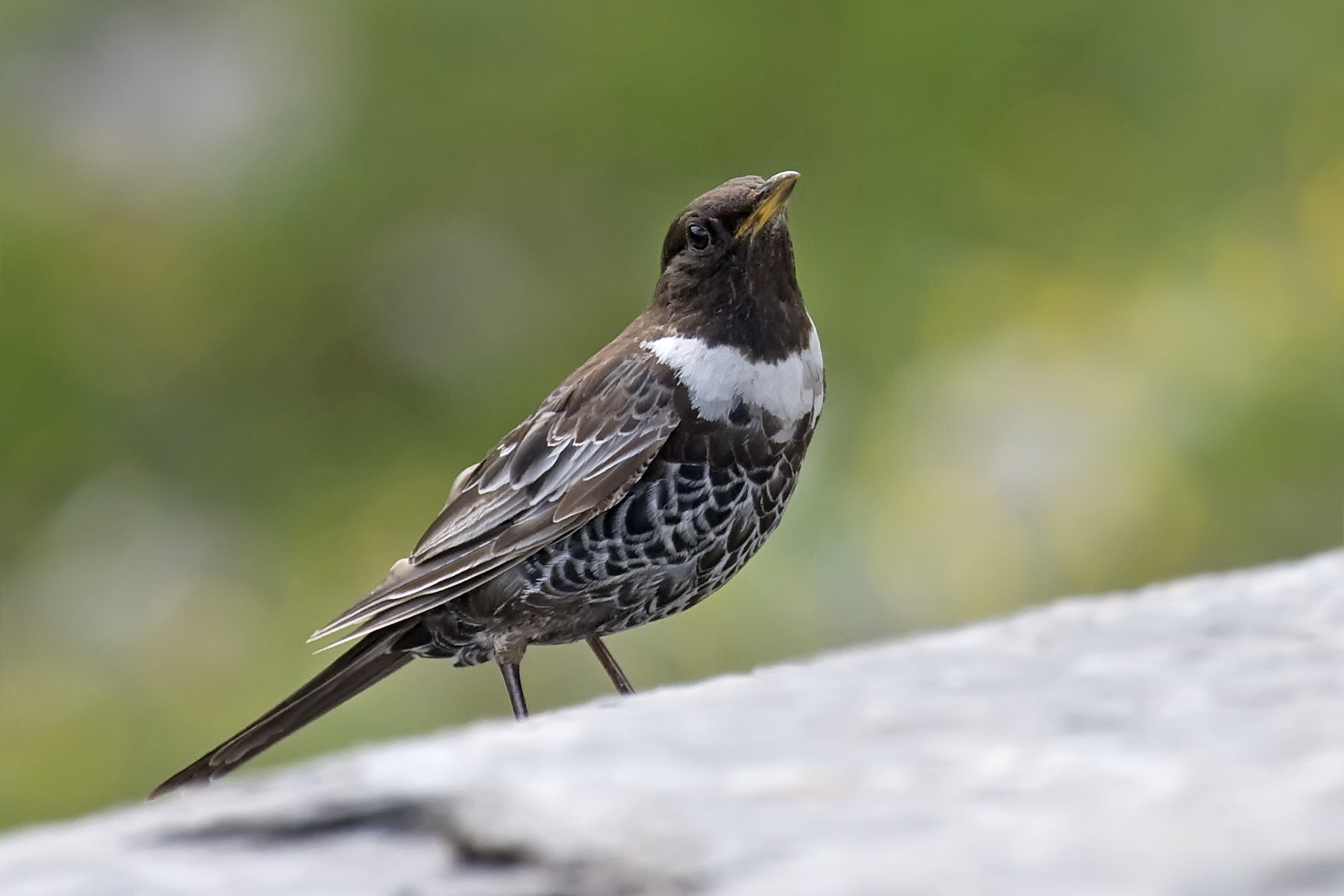
Ringdrossel (Ring ouzel)
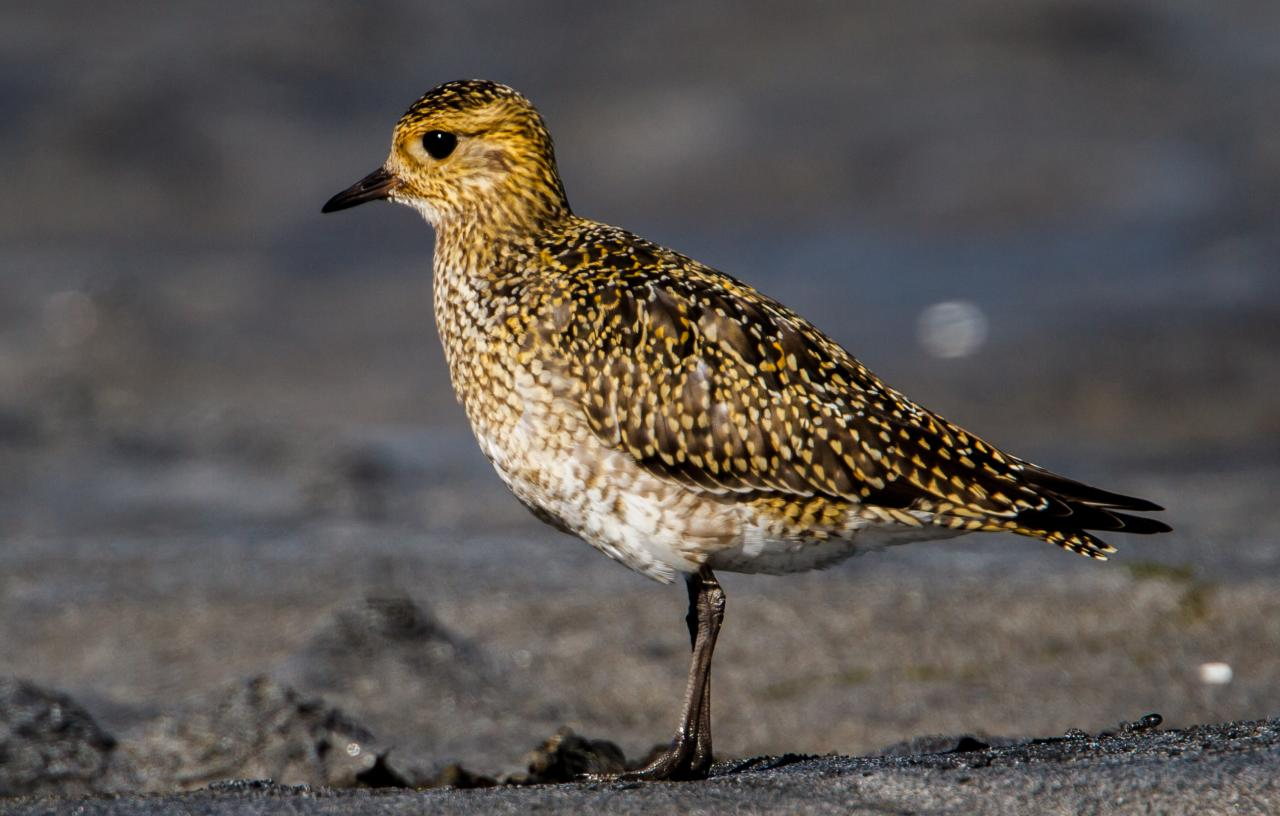
Goldregenpfeifer (Golden plover)
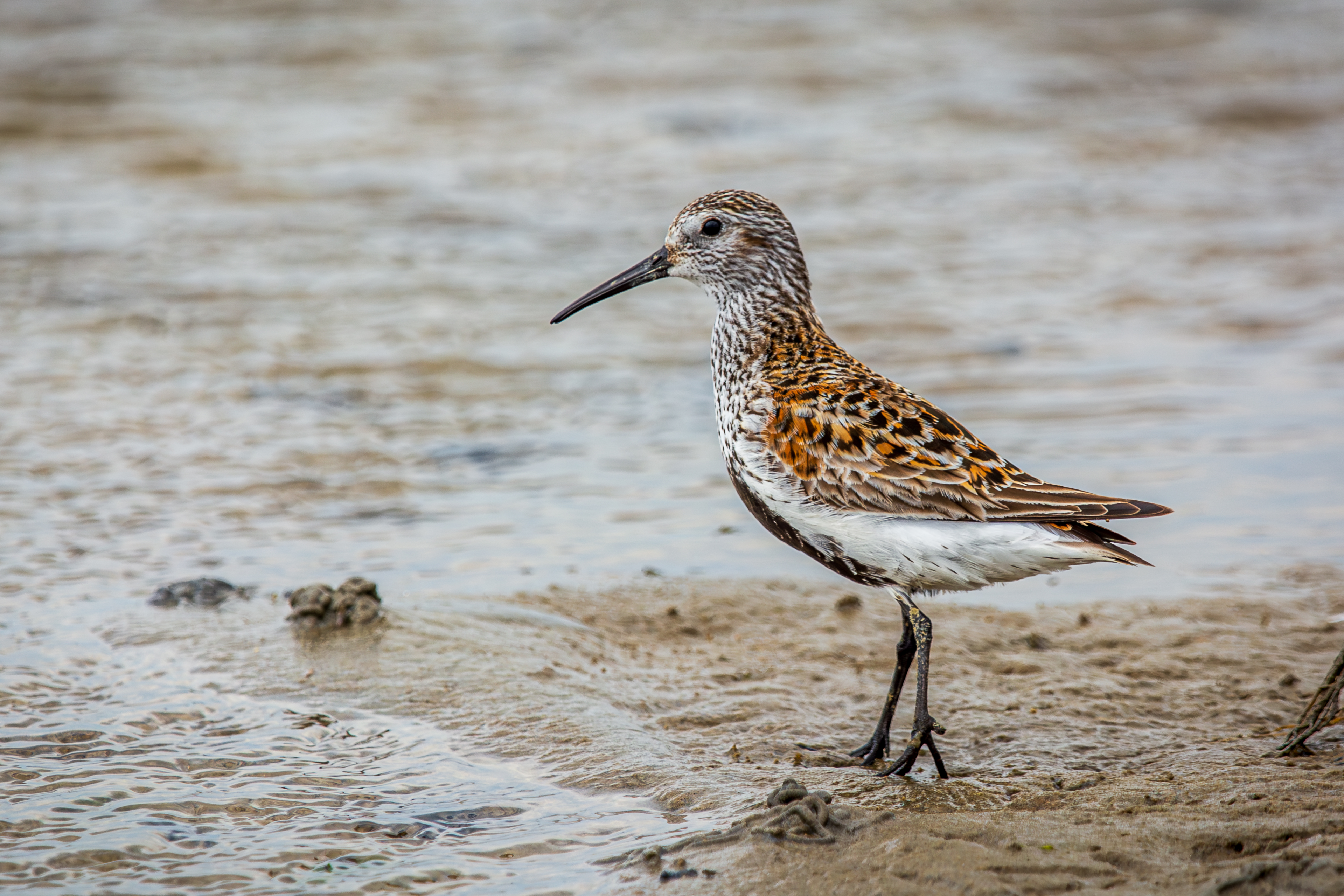
Alpenstrandläufer (Dunlin)
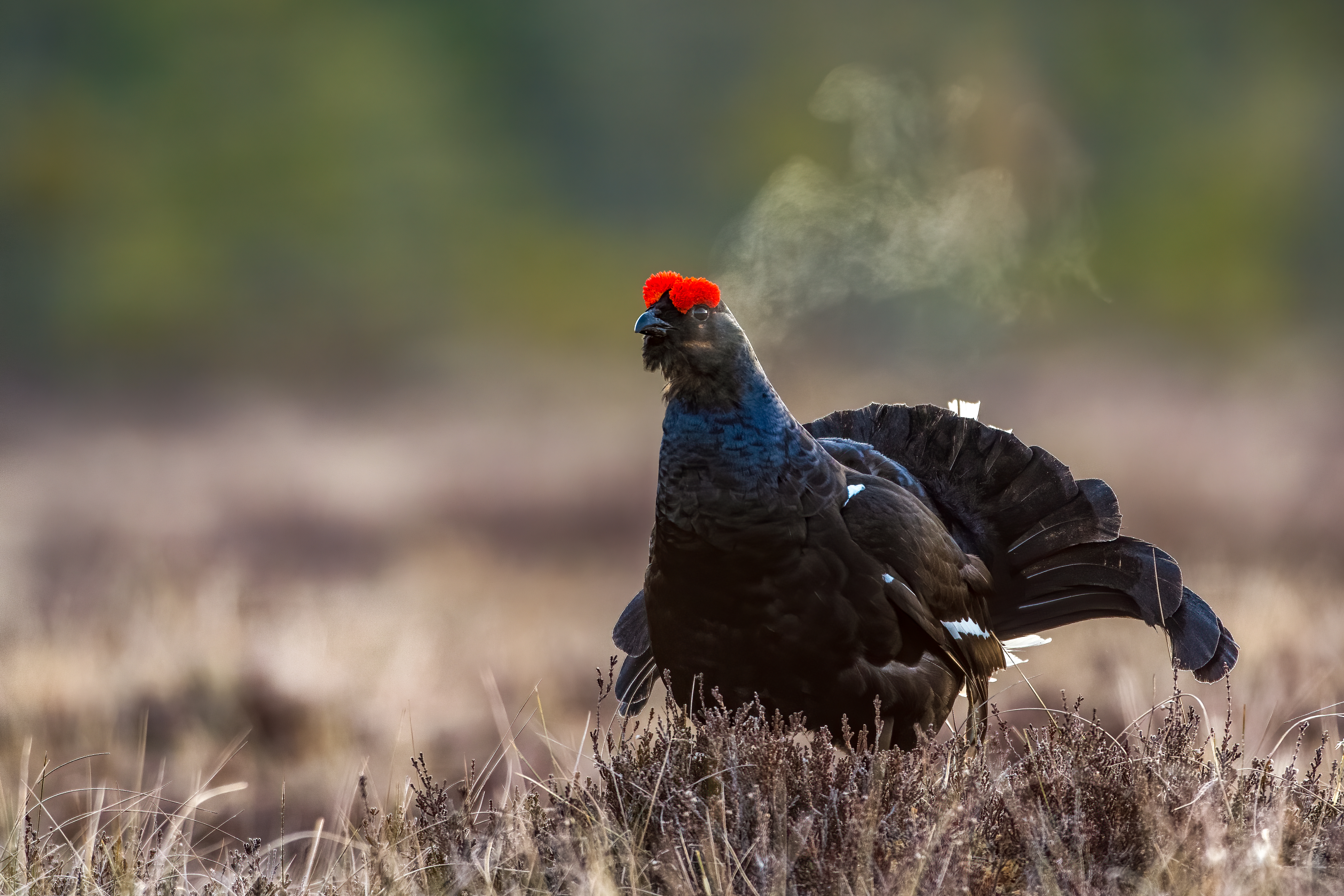
Birkhuhn (Black grouse)
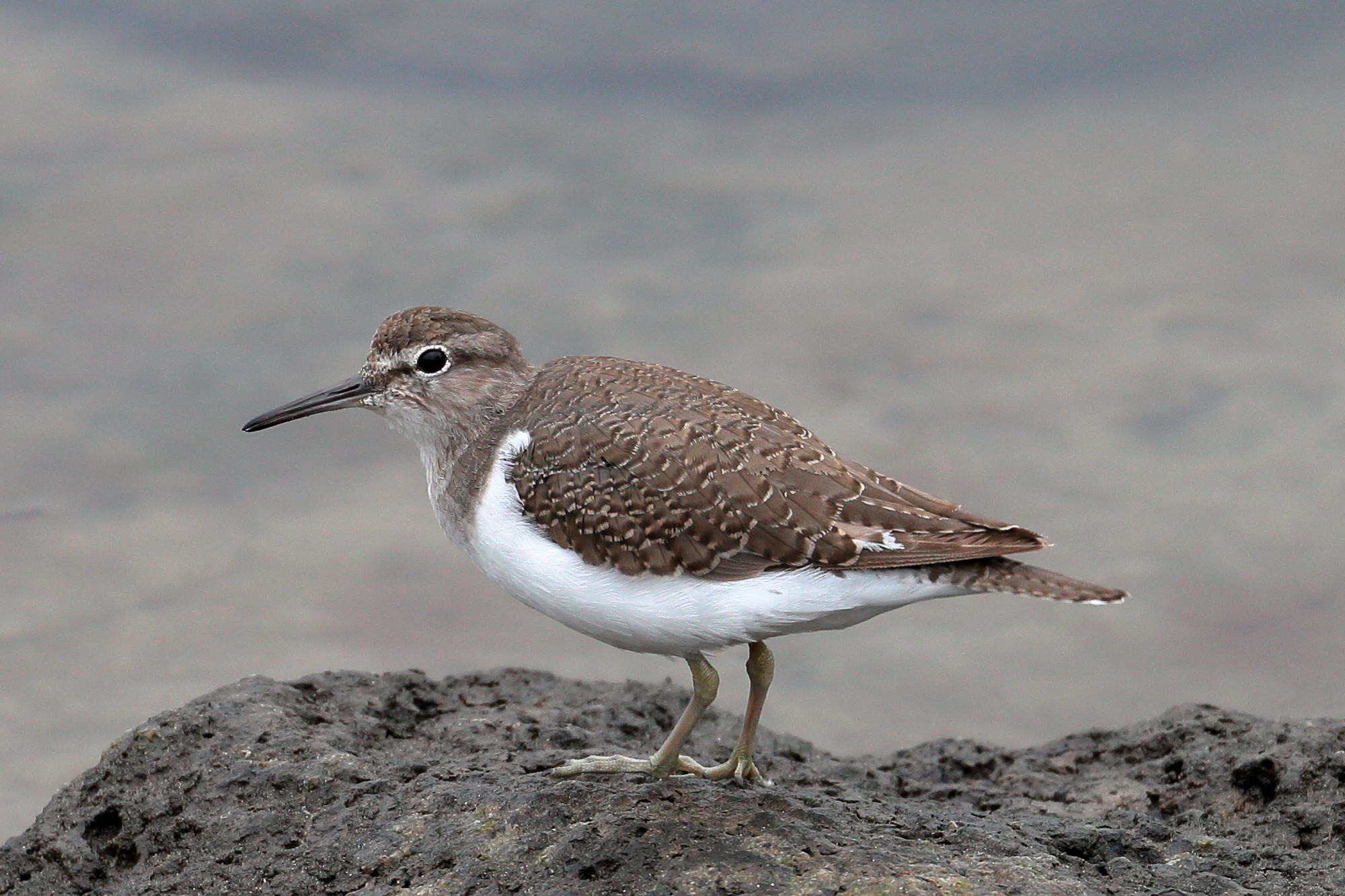
Flussuferläufer (Common sandpiper)
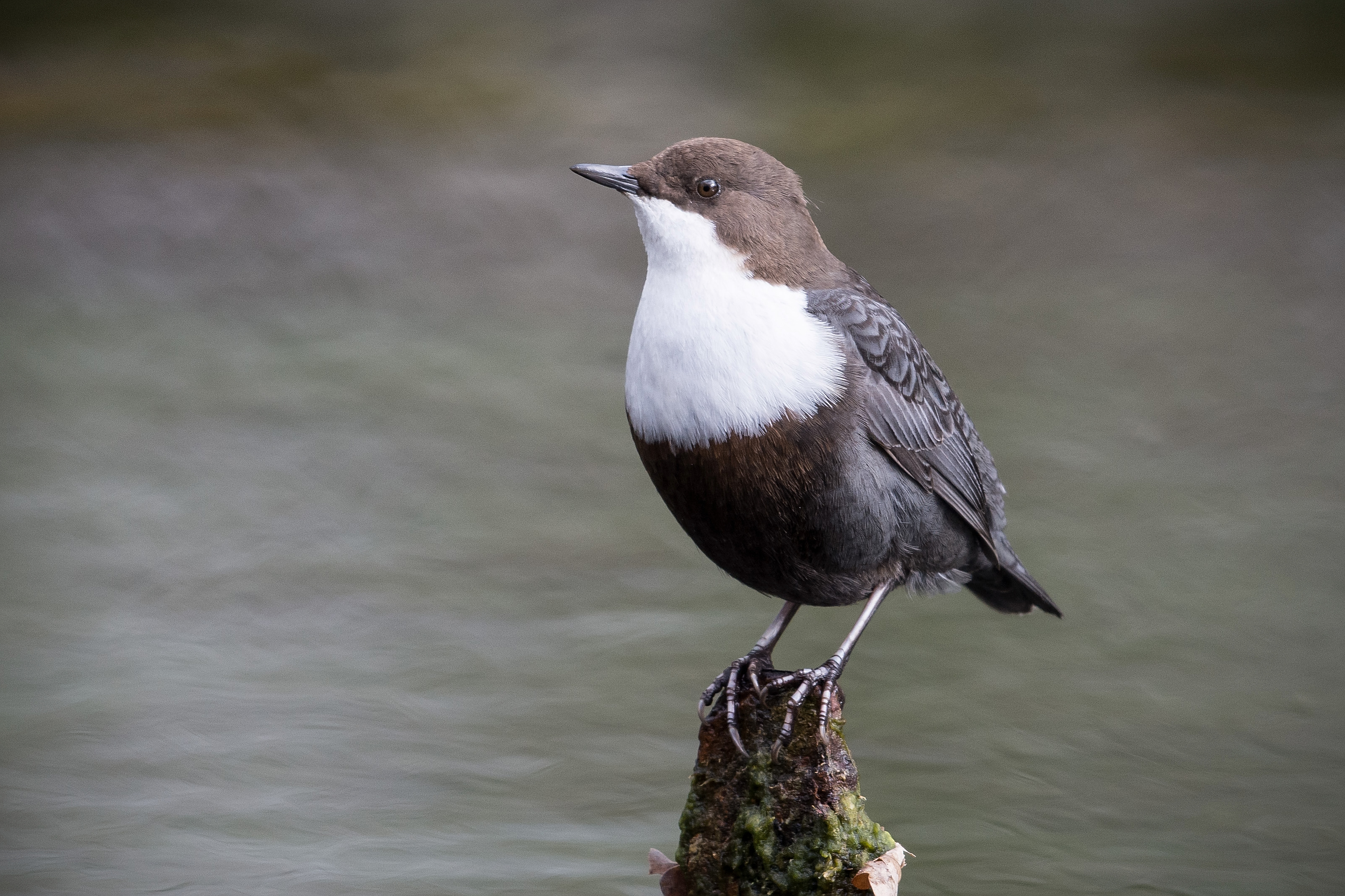
Wasseramsel (Dipper)
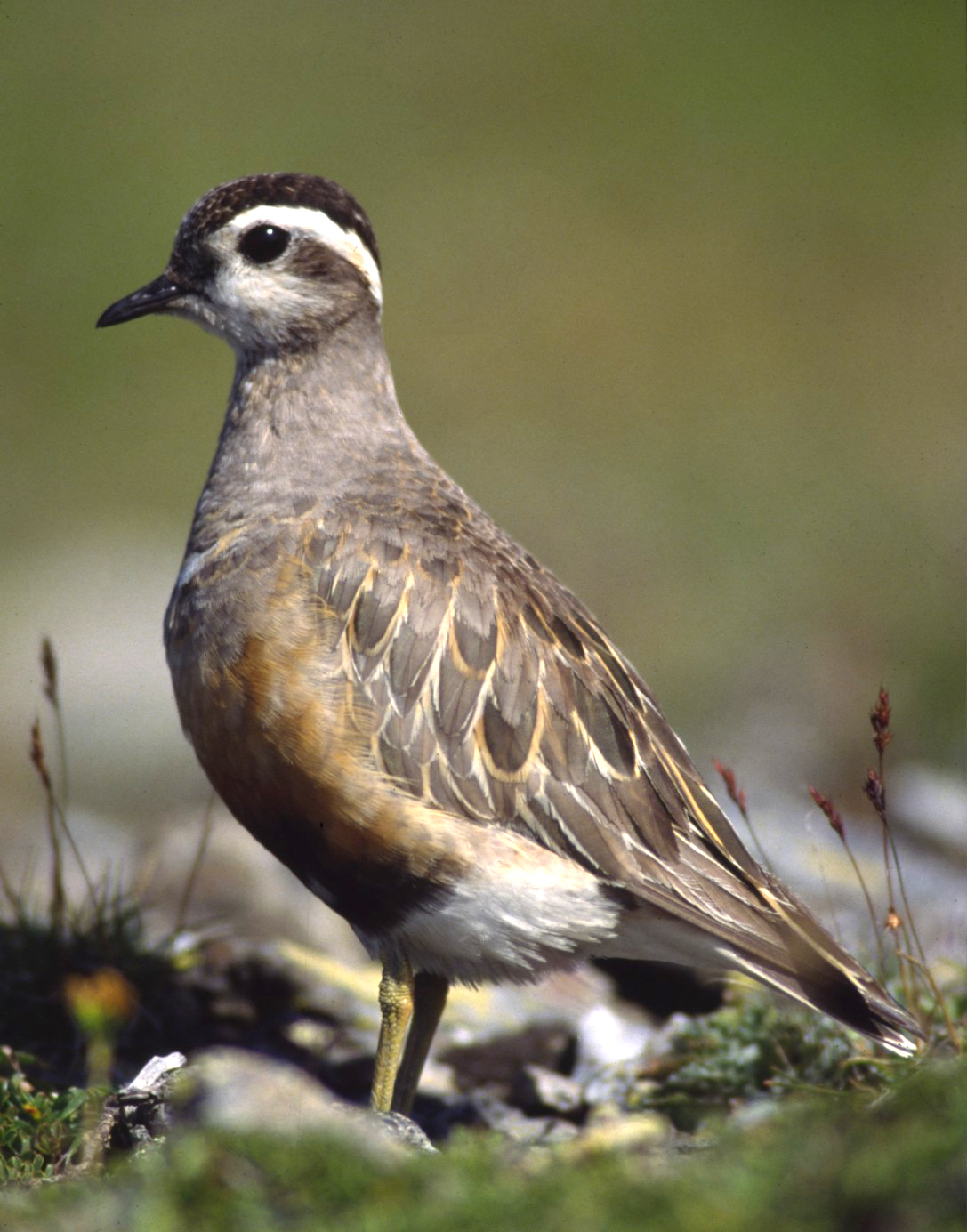
Mornellregenpfeifer (Dotterel)

Neben den großen, gut sichtbaren Tieren sind auch Insekten für ein funktionierendes Ökosystem von großer Wichtigkeit. Dazu gehört die Große Kerbameise, die in Großbritannien nur noch in Devon und Schottland vorkommt und von der es in Mar Lodge Estate nur wenige Nester gibt. Diese Ameisen bauen kleinere Nester als Echte Waldameisen und brauchen direktes Sonnenlicht, um die Temperatur im Bau hoch genug zu halten. Daher werden Standorte in lichten Wäldern oder an Waldrändern benötigt. Durch die Wiederaufforstungen wurden diese Standorte seltener. Zur Erhaltung und Verbreitung dieser Art werden bestehende Nester umgesetzt oder befruchtete Königinnen an geeigneten Standorten ausgesetzt.
Durch die Wiederaufforstung entstanden Brutgelegenheiten für viele Vögel, beispielsweise hat sich die in Schottland seit 1900 fast ausgestorbene Kornweihe wieder angesiedelt. 2016 wurde ein erstes Brutpaar beobachtet und seitdem brüten im Gebiet des Mar Lodge Estate regelmäßig bis zu sieben Paare. Einige Jungvögel konnten mit Sendern versehen werden und so wurde festgestellt, dass sie sich außer in Schottland in Nordirland auch auf der Isle of Man aufhielten.

Tiere von Mar Lodge Estate
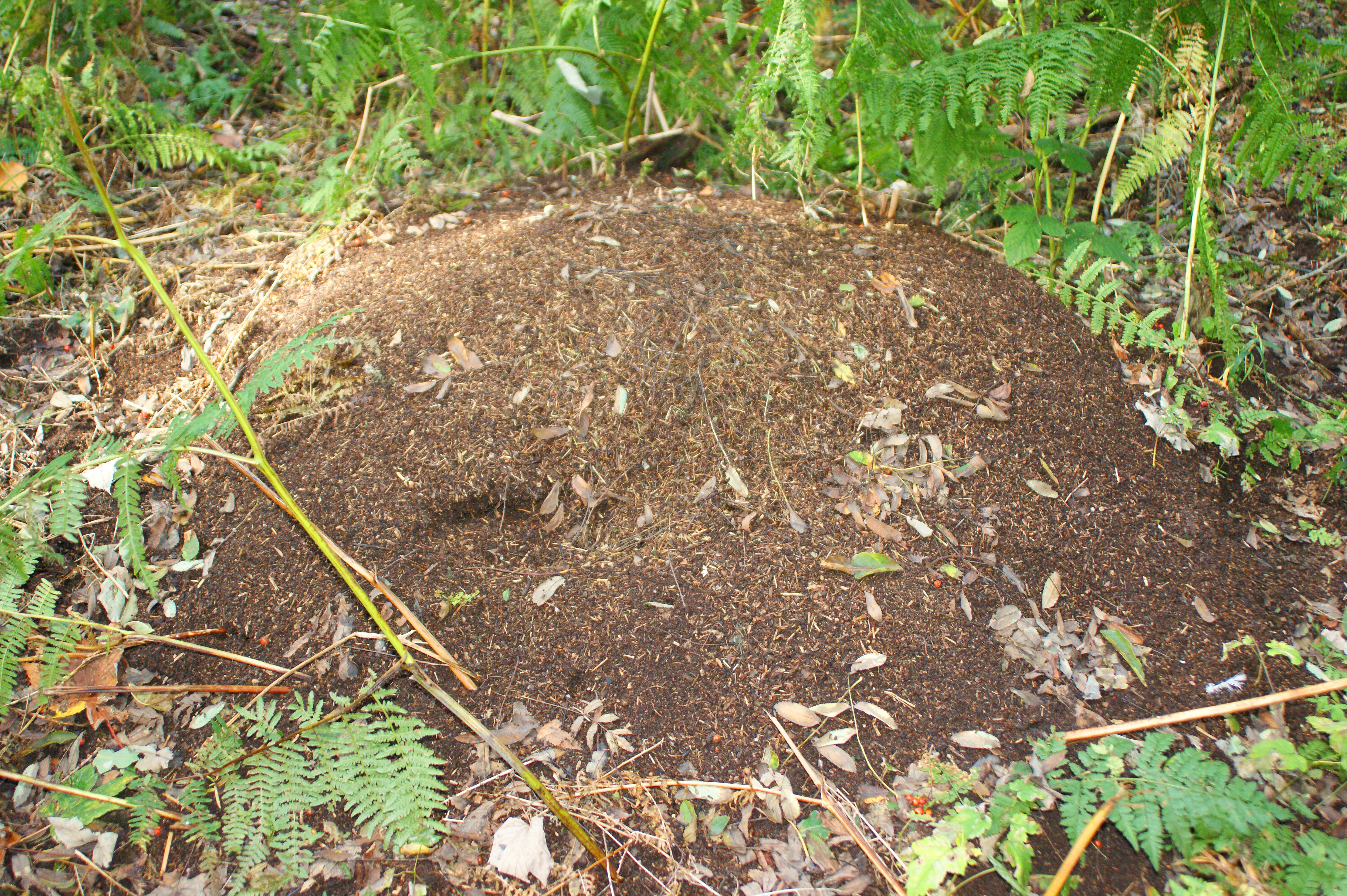
Nest der Großen Kerbameise (Narrow-headed Ant)
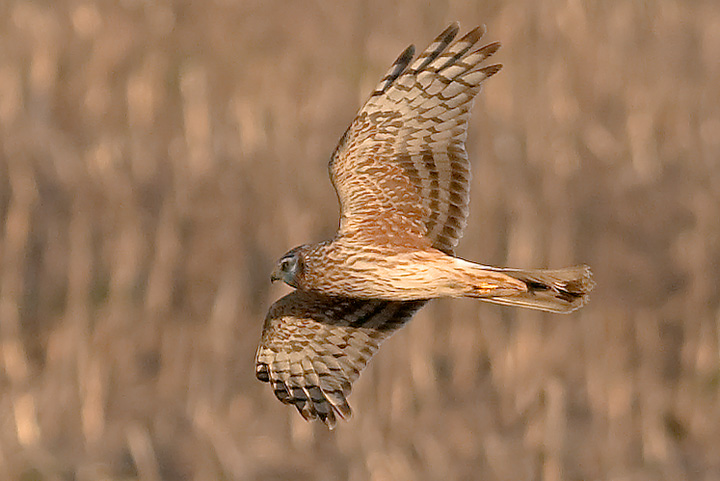
Weibliche Kornweihe (Hen harrier)
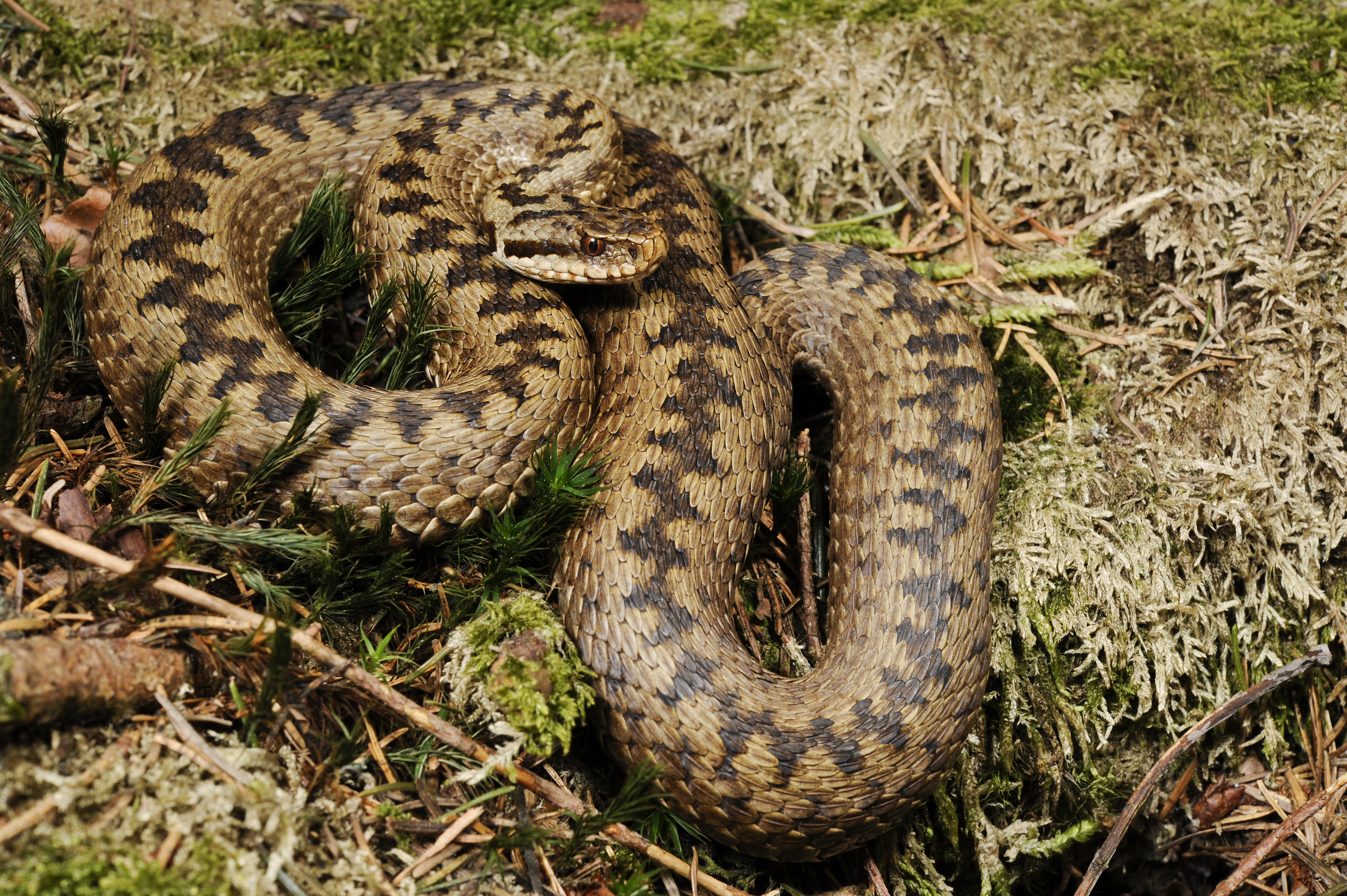
Kreuzotter (Adder)
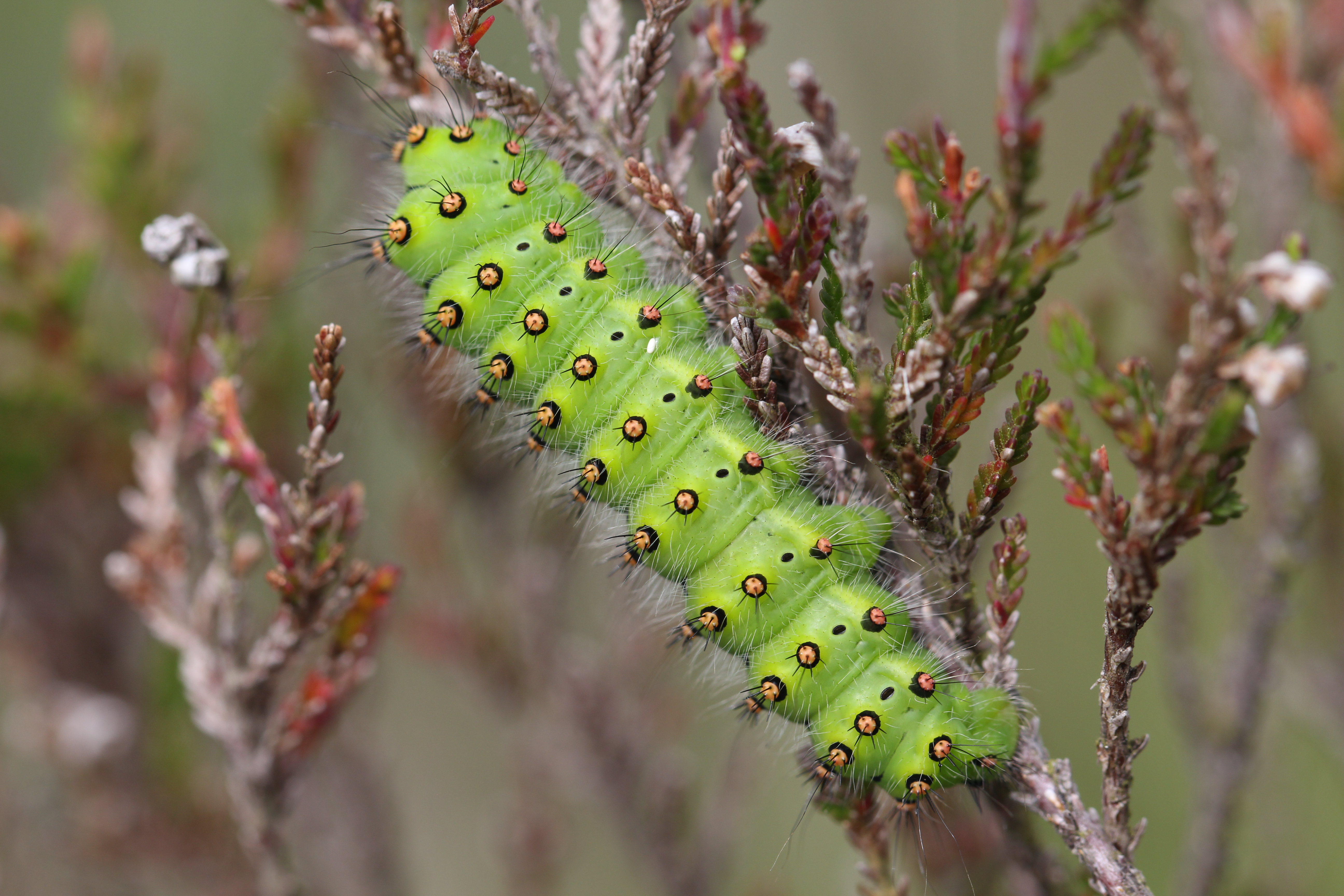
Raupe des Kleinen Nachtpfauenauges (Emperor moth)
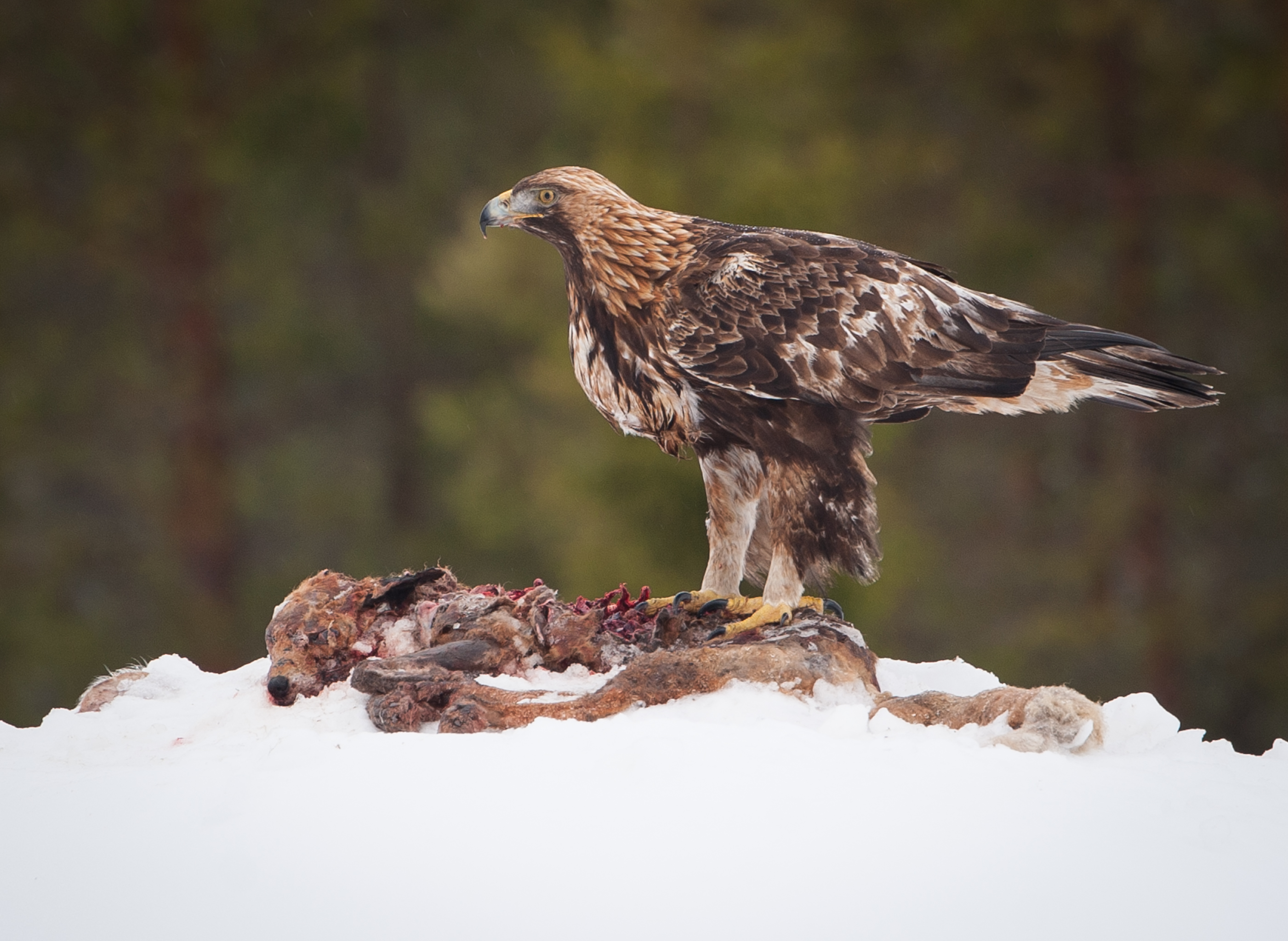
Steinadler (Golden eagle)
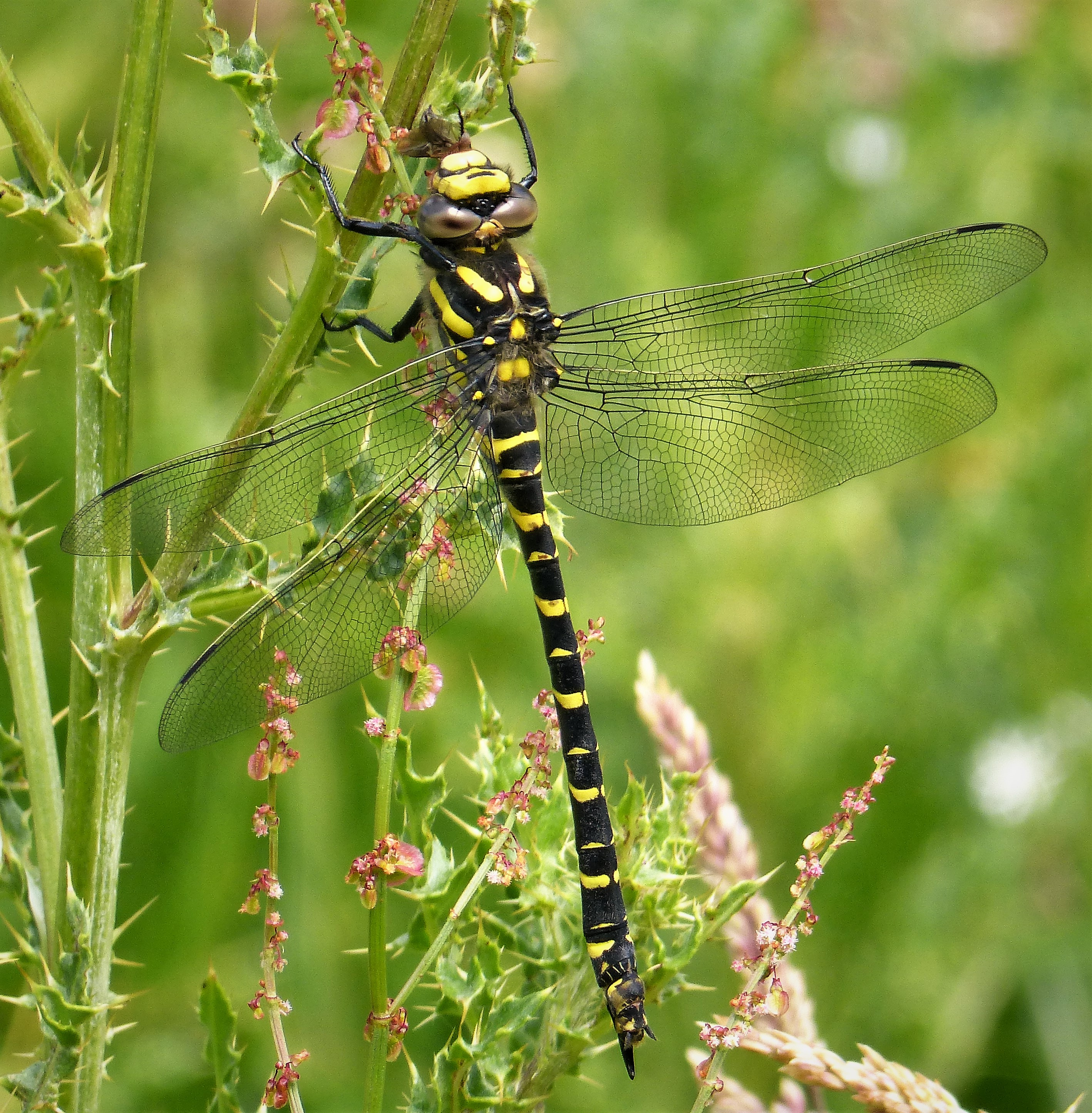
Zweigestreifte Quelljungfer (Golden-ringed dragonfly)
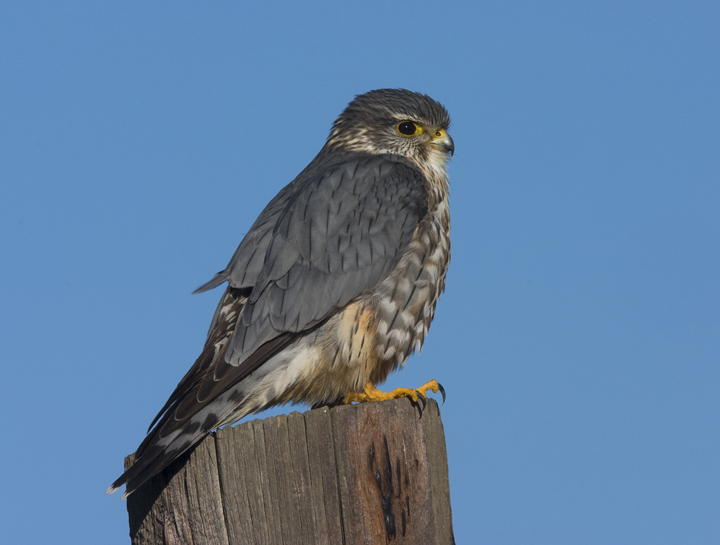
Merlin
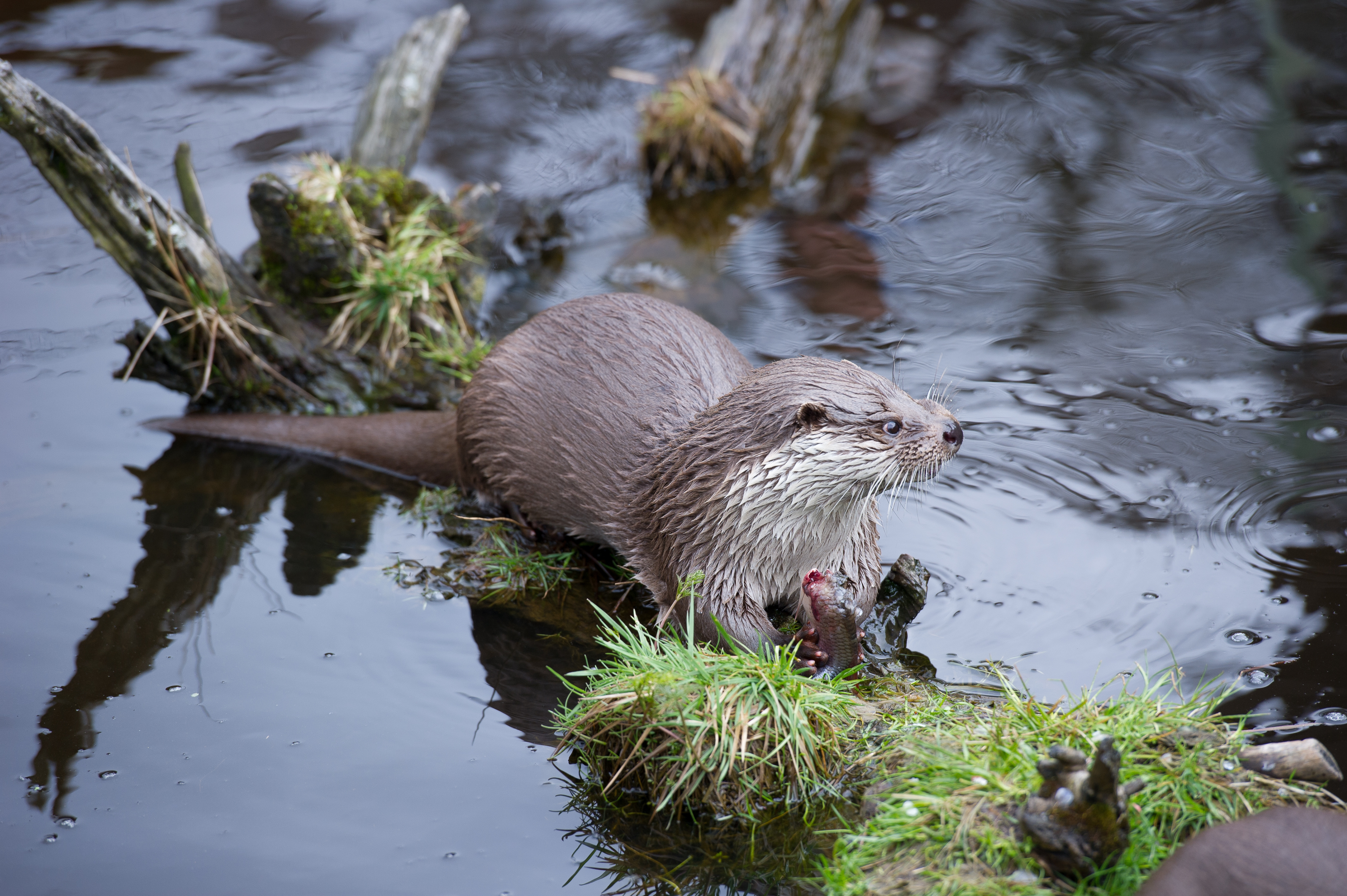
Otter
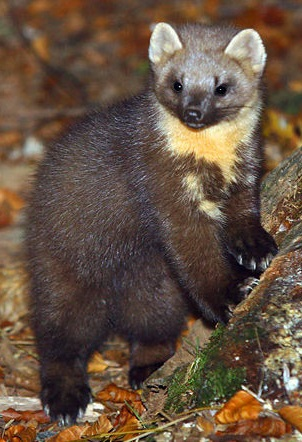
Baummarder (Pine marten)
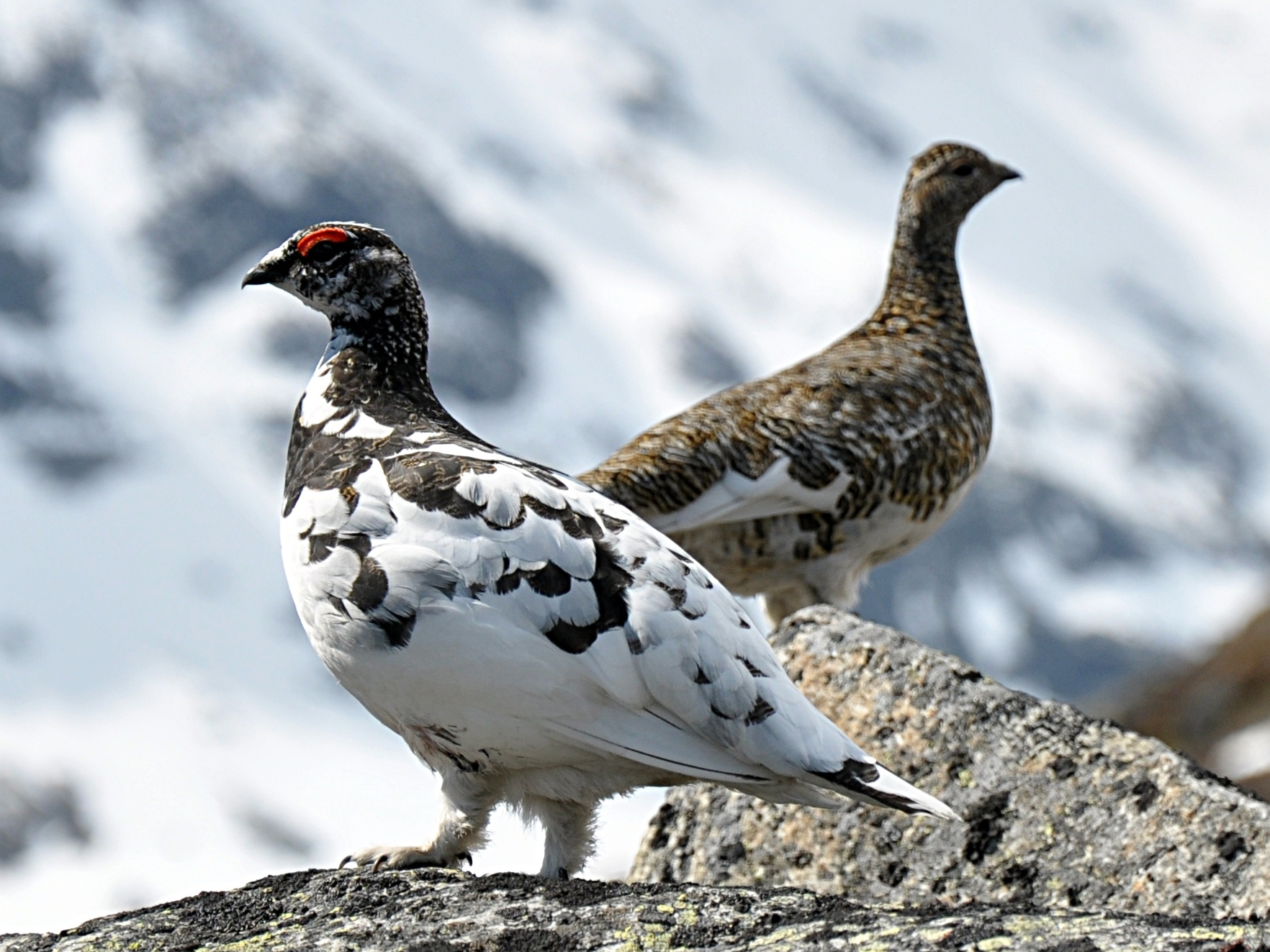
Alpenschneehuhn (Ptarmigan)
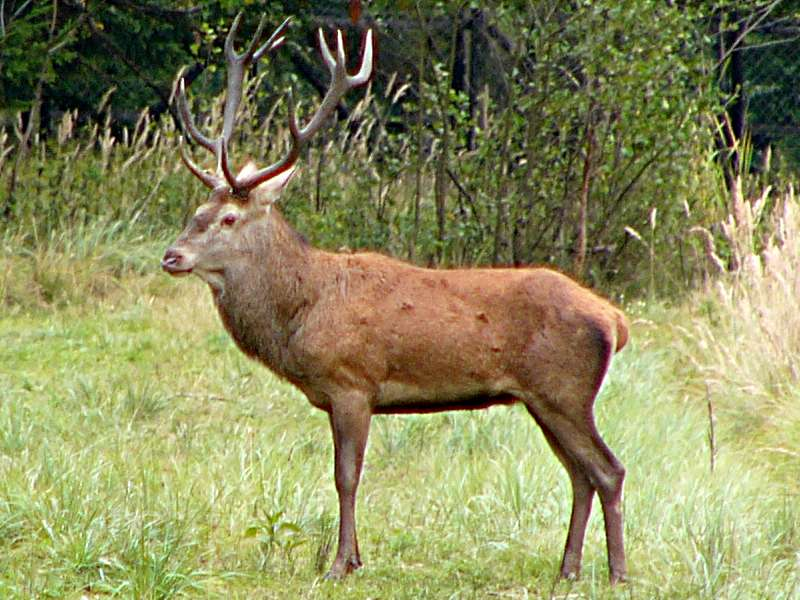
Rothirsch (Red deer)
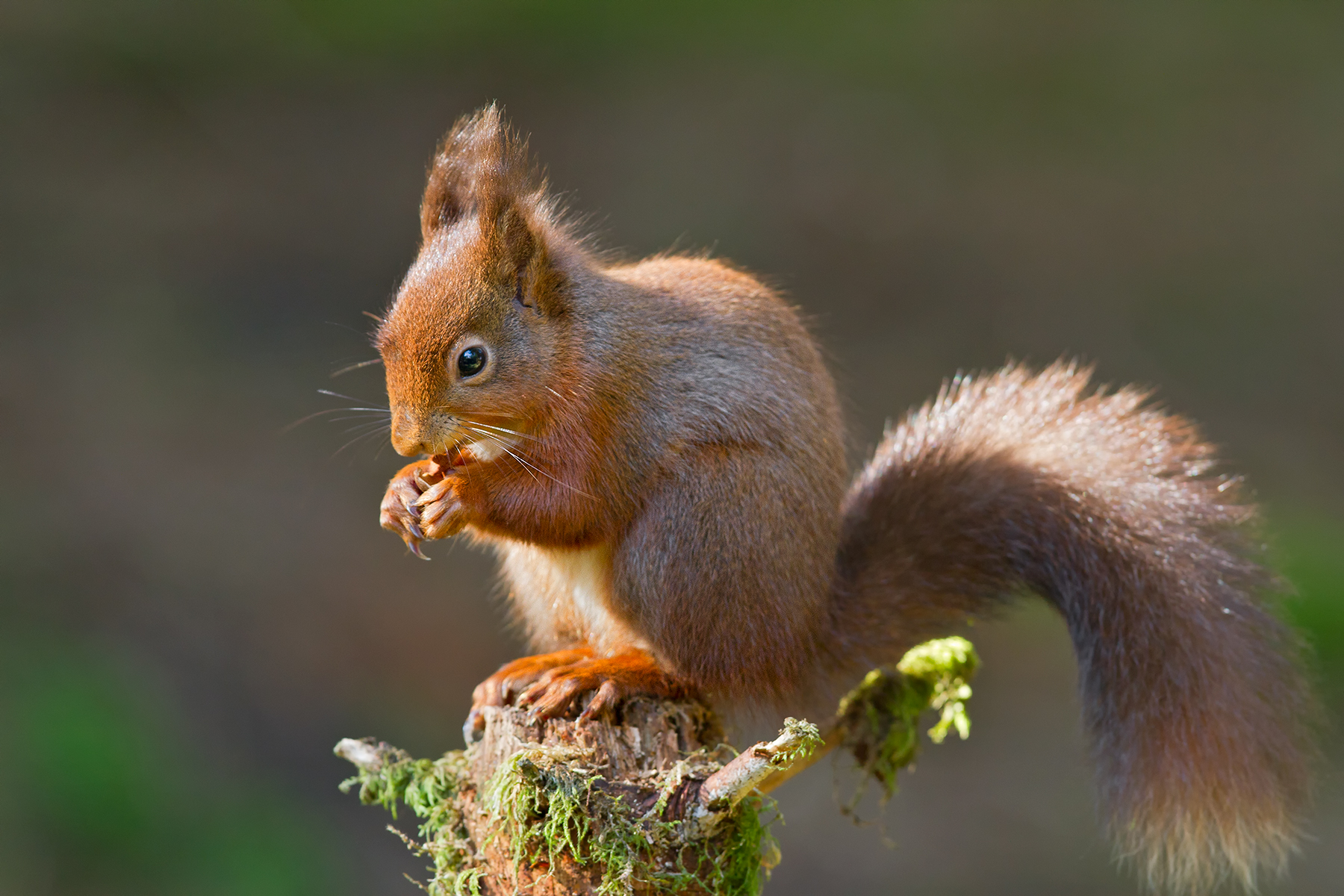
Eichhörnchen (Red squirrel)
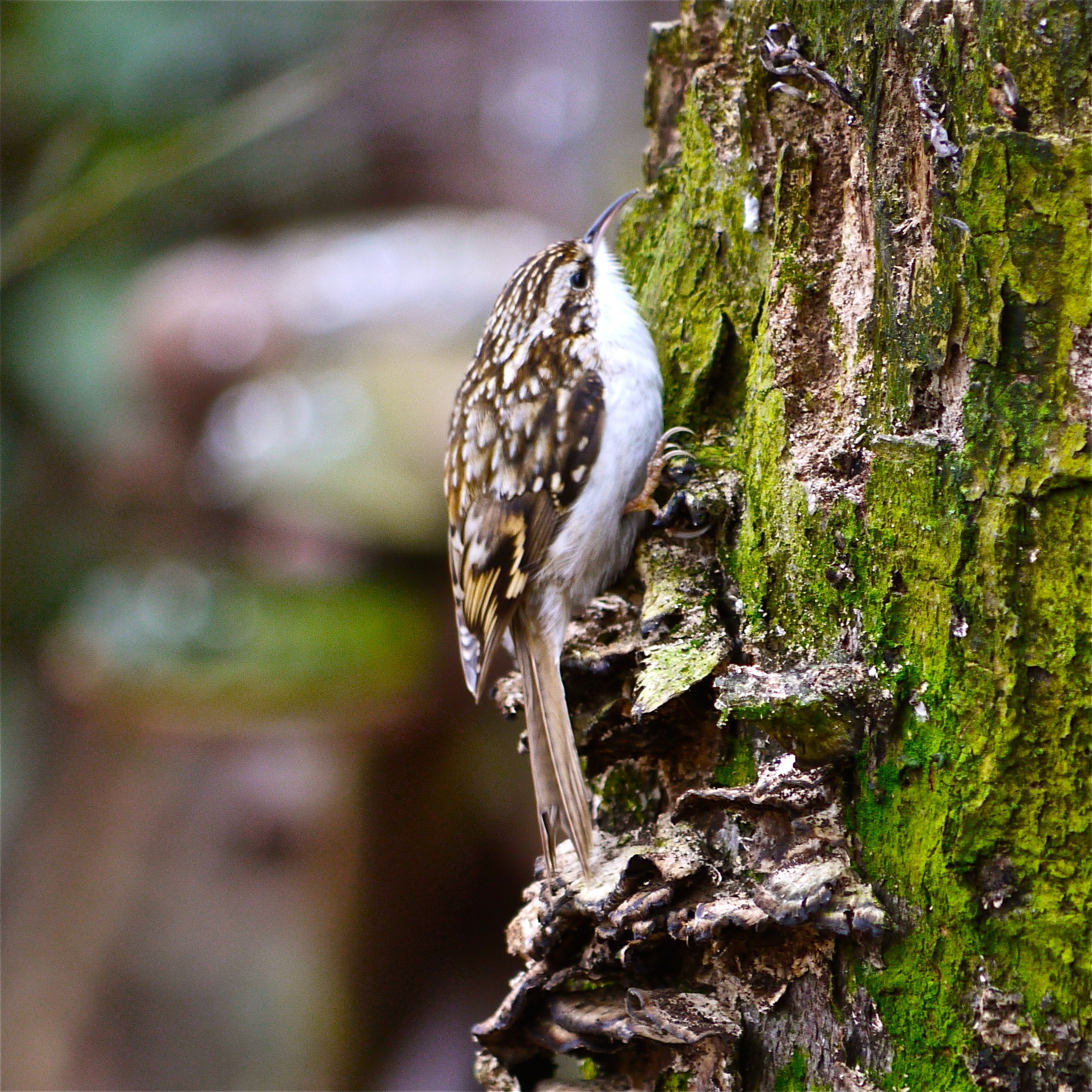
Baumläufer (Treecreeper)
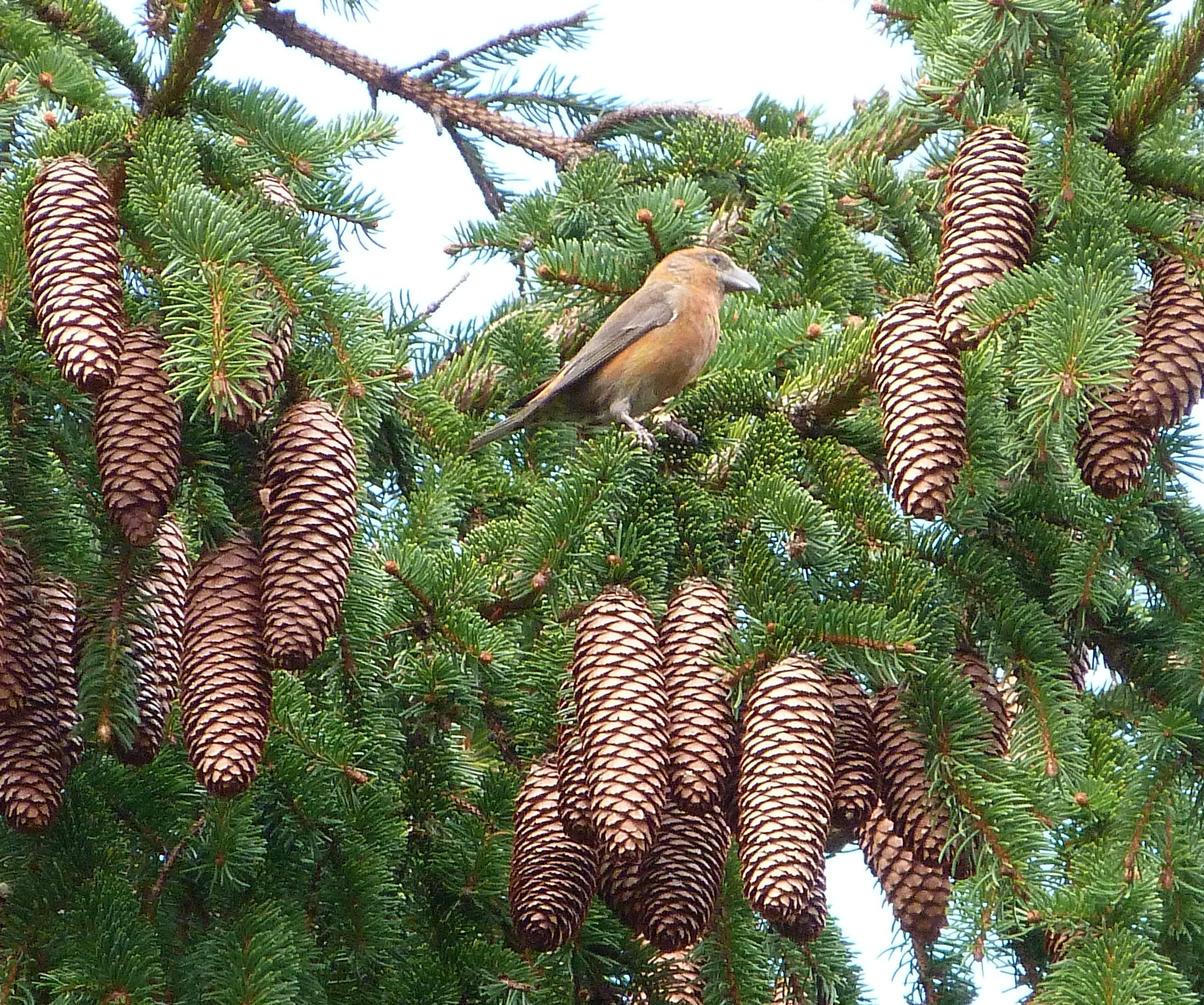
Schottischer Kreuzschnabel (Scottish crossbill)

### Naturschutz/Ökologie
Eine typische Landschaftsform des schottischen Hochlands, auch von Mar Lodge Estate, sind Torfmoore. In der Vergangenheit wurden viele dieser Moore trockengelegt, um Torf als Brennstoff, Ackerflächen oder Wohngebiete zu gewinnen. Der ökologische Wert dieser Gebiete wurde erst spät erkannt, auch dass sie wichtige Speicher für CO2 sind. Der NTS ist daher bemüht, Moore zu erhalten und trockengelegte Moore wieder zu wässern. So wurden auch im Mar Lodge Estate in diese Richtung zielende Projekte gestartet.
Mar Lodge Estate gehört zwar erst seit 1995 dem NTS, aber auf dem Gebiet werden seit über einem Jahrhundert biologische Daten gesammelt. So liegen dem NTS Herbarien aus dem späten 19. Jahrhundert vor, die mittlerweile ausgewertet wurden. 2018 lagen folgende Zahlen vor
- Pflanzen – 618 Arten
- Insekten – 1966 Arten
- Vögel – 145 Arten
- Flechten und Moose – 1135 Arten

### Archäologie
Auf dem Gebiet des Mar Lodge Estate sind einige archäologische Stätten zu finden – Dörfer und Farmen, die während der Highland Clearances aufgegeben werden mussten, weil die Bewohner vertrieben wurden. Darunter sind auch Spuren von bislang acht illegalen Whiskybrennereien. Gegenwärtig wird untersucht, wann und in welchem Umfang Whisky produziert wurde und ob er nur lokal verbraucht oder ob er überregional vermarktet wurde. Das Projekt wird in Zusammenarbeit des NTS und einer in der Nähe liegenden Brennerei durchgeführt.

### The Lodge

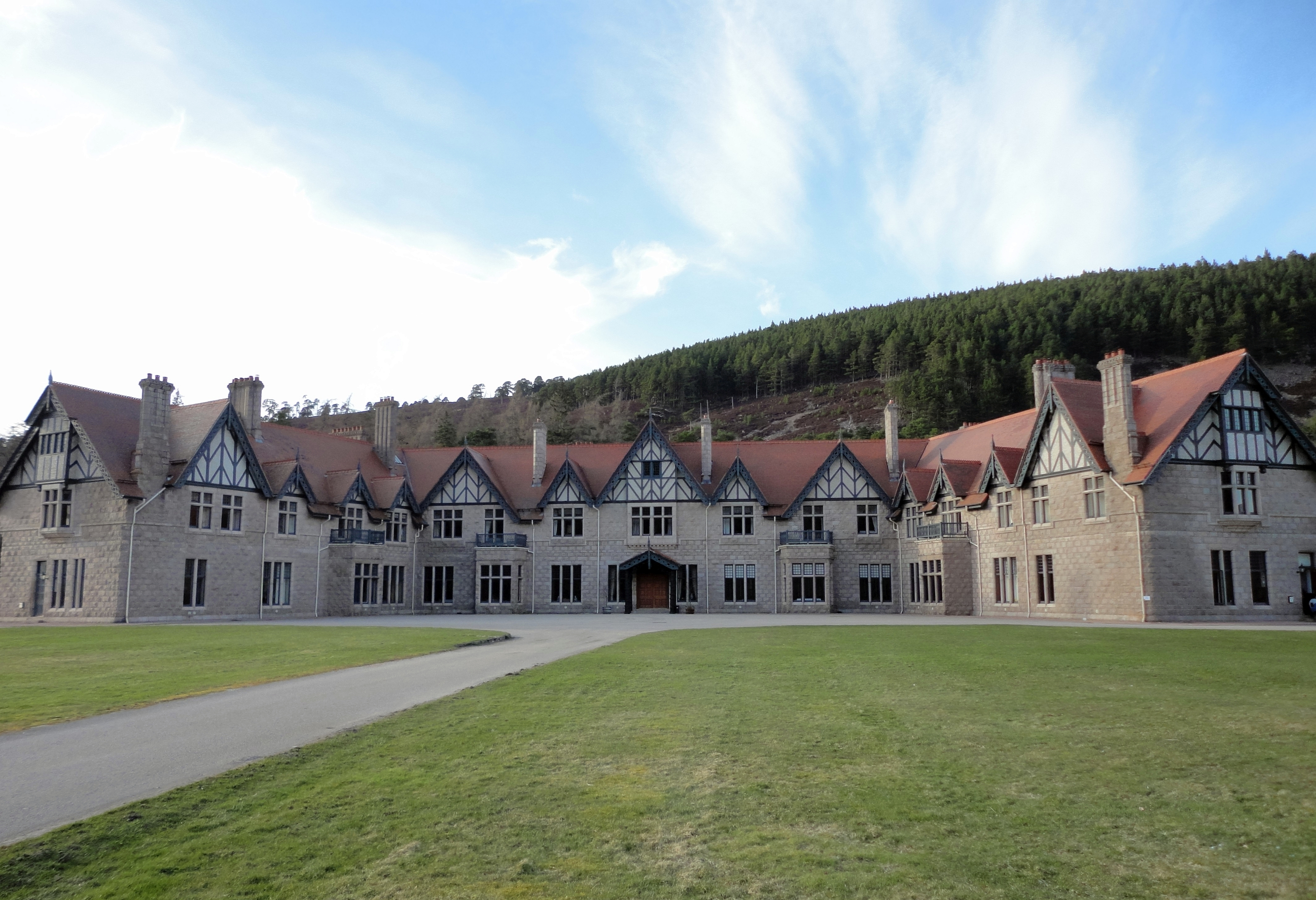
Mar Lodge

Das gegenwärtige Gebäude ist das dritte an dieser Stelle, das erste wurde 1829 bei einer Flut (‚Muckle Spate‘ (Great Flood)) zerstört, das Nachfolgegebäude brannte 1895 ab. Das heutige Gebäude ließ Alexander Duff, 1. Duke of Fife ab 1895 nach einem Entwurf von Alexander Marshall Mackenzie erbauen, der Grundstein wurde am 15. Oktober 1895 von Queen Victoria gelegt. 1962 kauften John und Gerald Panchaud, zwei Schweizer Geschäftsleute, das Estate und betrieben die Lodge als Sporthotel. 1989 wurde es von John Kluge übernommen, der es von Grund auf sanieren ließ. Bei den Sanierungsarbeiten brannte es 1991 komplett ab, wurde aber wieder aufgebaut. Die Sanierung wurde 1993 beendet, der NTS kaufte das Gebäude im Jahr 1995. Heute wird das Gebäude wieder als Sporthotel genutzt. Das Gebäude kann auch für größere Veranstaltungen gebucht werden.

## Geschichte
Mar Lodge Estate ist das größte Fragment des Earldom of Mar. John Erskine, 23. Earl of Mar verlor durch seine Teilnahme am Jakobitenaufstand 1715 seinen Besitz. Die nächsten Besitzer wurden James Erskine, Lord Grange und David Erskine, Lord Dun. Zwischen 1730 und 1737 wurde die Gegend vom Unternehmer William Duff of Dipple gekauft, der nach und nach weitere kleinere Anwesen kaufte und so das heutige Mar Lodge Estate bildete. Im 19. Jahrhundert wurde das Estate als Jagdgrund genutzt. 1879 erbte Alexander Duff, 1. Duke of Fife das Estate von seinem Vater, nach seinem Tod 1912 wurde es treuhänderisch verwaltet und kam dann an Alexandra Duff, 2. Duchess of Fife. Zwischen 1942 und 1944 war die 25. Kompanie des 2. Forestry District im Canadian Forestry Corps hier untergebracht, die einen großen Teil der umliegenden Wälder abholzte, um die Bäume zu Bauholz zur Kriegsunterstützung zu verarbeiten. 1959 erbte Alexander Ramsay of Mar den Besitz von seiner Tante, der es 1962 an die Ashdale Property Company verkaufte, die es im gleichen Jahr an John und Gerald Panchaud veräußerte. 1989 kaufte es John Kluge, der es 1995 an den NTS verkaufte. Im Jahr 2024 betrug die Besucherzahl etwa 71.000 Personen.